# فهرست کوه‌های استان اصفهان (۶)
فهرست کوه‌های استان اصفهان (۶)، فهرستی دارای نام‌ها و مختصات کوه‌های شهرستان‌های نائین و خور و بیابانک استان اصفهان ایران است، که از پایگاه ملی نام‌های جغرافیایی ایران در خرداد ۱۳۹۷ دریافت شده‌اند.
| نام                     | مختصات                                                    | ارتفاع | منبع |
| ----------------------- | --------------------------------------------------------- | ------ | ---- |
| آب سل سبیل              | ۳۳°۲۳′۲۰″شمالی ۵۴°۳۶′۳۸″شرقی / ۳۳٫۳۸۹۰°شمالی ۵۴٫۶۱۰۶°شرقی |        | ۳۲۱۴ |
| آب گاه لگوری            | ۳۳°۱۸′۲۶″شمالی ۵۴°۲۱′۲۹″شرقی / ۳۳٫۳۰۷۱°شمالی ۵۴٫۳۵۸۱°شرقی |        | ۳۲۱۵ |
| ابتالبی                 | ۳۲°۵۹′۲۳″شمالی ۵۲°۵۷′۰۸″شرقی / ۳۲٫۹۸۹۶°شمالی ۵۲٫۹۵۲۱°شرقی |        | ۳۲۱۶ |
| ابیانه                  | ۳۳°۰۳′۰۸″شمالی ۵۳°۰۳′۳۷″شرقی / ۳۳٫۰۵۲۳°شمالی ۵۳٫۰۶۰۲°شرقی |        | ۳۲۱۷ |
| آخرو                    | ۳۳°۲۱′۰۳″شمالی ۵۴°۳۴′۵۵″شرقی / ۳۳٫۳۵۰۹°شمالی ۵۴٫۵۸۱۹°شرقی |        | ۳۲۱۸ |
| آدم شینگه               | ۳۲°۴۹′۱۹″شمالی ۵۲°۵۰′۱۵″شرقی / ۳۲٫۸۲۱۹°شمالی ۵۲٫۸۳۷۴°شرقی |        | ۳۲۱۹ |
| ارزنچه                  | ۳۲°۴۳′۴۶″شمالی ۵۲°۵۸′۴۰″شرقی / ۳۲٫۷۲۹۴°شمالی ۵۲٫۹۷۷۷°شرقی |        | ۳۲۲۰ |
| آرشیرین                 | ۳۳°۳۳′۴۲″شمالی ۵۳°۴۹′۴۱″شرقی / ۳۳٫۵۶۱۷°شمالی ۵۳٫۸۲۸۰°شرقی |        | ۳۲۲۱ |
| ارموده چه               | ۳۲°۵۰′۵۶″شمالی ۵۲°۴۲′۳۴″شرقی / ۳۲٫۸۴۸۸°شمالی ۵۲٫۷۰۹۵°شرقی |        | ۳۲۲۲ |
| ازبک                    | ۳۳°۰۶′۵۸″شمالی ۵۳°۰۱′۴۸″شرقی / ۳۳٫۱۱۶۱°شمالی ۵۳٫۰۲۹۹°شرقی |        | ۳۲۲۳ |
| اشتریه                  | ۳۲°۵۹′۴۱″شمالی ۵۳°۰۷′۴۷″شرقی / ۳۲٫۹۹۴۷°شمالی ۵۳٫۱۲۹۶°شرقی |        | ۳۲۲۴ |
| اشرفا                   | ۳۳°۱۸′۱۶″شمالی ۵۴°۲۳′۰۷″شرقی / ۳۳٫۳۰۴۵°شمالی ۵۴٫۳۸۵۴°شرقی |        | ۳۲۲۵ |
| انبار                   | ۳۳°۳۶′۵۲″شمالی ۵۴°۲۴′۴۱″شرقی / ۳۳٫۶۱۴۵°شمالی ۵۴٫۴۱۱۴°شرقی |        | ۳۲۲۶ |
| انبار                   | ۳۳°۱۴′۳۸″شمالی ۵۳°۴۲′۲۰″شرقی / ۳۳٫۲۴۳۸°شمالی ۵۳٫۷۰۵۵°شرقی |        | ۳۲۲۷ |
| اولو                    | ۳۳°۲۰′۳۴″شمالی ۵۳°۴۵′۵۷″شرقی / ۳۳٫۳۴۲۹°شمالی ۵۳٫۷۶۵۷°شرقی |        | ۳۲۲۸ |
| آینه                    | ۳۳°۲۳′۵۵″شمالی ۵۳°۵۲′۴۲″شرقی / ۳۳٫۳۹۸۵°شمالی ۵۳٫۸۷۸۴°شرقی |        | ۳۲۲۹ |
| آینه                    | ۳۳°۲۳′۵۹″شمالی ۵۳°۵۱′۳۷″شرقی / ۳۳٫۳۹۹۷°شمالی ۵۳٫۸۶۰۲°شرقی |        | ۳۲۳۰ |
| باباخاله                | ۳۳°۴۰′۱۴″شمالی ۵۳°۳۱′۴۵″شرقی / ۳۳٫۶۷۰۵°شمالی ۵۳٫۵۲۹۱°شرقی |        | ۳۲۳۱ |
| بادامستان               | ۳۳°۰۱′۰۷″شمالی ۵۳°۰۷′۵۳″شرقی / ۳۳٫۰۱۸۵°شمالی ۵۳٫۱۳۱۴°شرقی |        | ۳۲۳۲ |
| بازبنده                 | ۳۲°۳۹′۳۶″شمالی ۵۳°۰۶′۳۰″شرقی / ۳۲٫۶۶۰۱°شمالی ۵۳٫۱۰۸۴°شرقی |        | ۳۲۳۳ |
| باغ سفیدو               | ۳۳°۲۵′۵۴″شمالی ۵۴°۱۹′۴۲″شرقی / ۳۳٫۴۳۱۸°شمالی ۵۴٫۳۲۸۴°شرقی |        | ۳۲۳۴ |
| باغ شورابه              | ۳۳°۲۳′۲۸″شمالی ۵۴°۲۸′۳۳″شرقی / ۳۳٫۳۹۱۱°شمالی ۵۴٫۴۷۵۷°شرقی |        | ۳۲۳۵ |
| باغوتنگزی               | ۳۳°۰۸′۲۶″شمالی ۵۴°۰۹′۵۴″شرقی / ۳۳٫۱۴۰۵°شمالی ۵۴٫۱۶۵۰°شرقی |        | ۳۲۳۶ |
| باغوریزو                | ۳۳°۰۶′۳۲″شمالی ۵۴°۱۰′۲۵″شرقی / ۳۳٫۱۰۹۰°شمالی ۵۴٫۱۷۳۷°شرقی |        | ۳۲۳۷ |
| بزدون                   | ۳۲°۳۹′۳۸″شمالی ۵۲°۵۴′۲۶″شرقی / ۳۲٫۶۶۰۵°شمالی ۵۲٫۹۰۷۳°شرقی |        | ۳۲۳۸ |
| بندآب نیو               | ۳۲°۵۸′۰۳″شمالی ۵۳°۰۸′۳۴″شرقی / ۳۲٫۹۶۷۵°شمالی ۵۳٫۱۴۲۸°شرقی |        | ۳۲۳۹ |
| بندزرد                  | ۳۳°۲۲′۲۴″شمالی ۵۳°۴۵′۲۰″شرقی / ۳۳٫۳۷۳۲°شمالی ۵۳٫۷۵۵۵°شرقی |        | ۳۲۴۰ |
| بندزرمو                 | ۳۳°۳۸′۰۵″شمالی ۵۴°۲۹′۳۶″شرقی / ۳۳٫۶۳۴۶°شمالی ۵۴٫۴۹۳۳°شرقی |        | ۳۲۴۱ |
| بندزرمو                 | ۳۳°۳۸′۰۱″شمالی ۵۴°۳۰′۰۳″شرقی / ۳۳٫۶۳۳۷°شمالی ۵۴٫۵۰۰۹°شرقی |        | ۳۲۴۲ |
| بندسبزه                 | ۳۲°۵۷′۲۳″شمالی ۵۳°۰۸′۴۵″شرقی / ۳۲٫۹۵۶۴°شمالی ۵۳٫۱۴۵۹°شرقی |        | ۳۲۴۳ |
| بندسور                  | ۳۲°۵۹′۲۰″شمالی ۵۳°۰۹′۰۳″شرقی / ۳۲٫۹۸۹۰°شمالی ۵۳٫۱۵۰۷°شرقی |        | ۳۲۴۴ |
| بندسیزه                 | ۳۳°۲۰′۲۹″شمالی ۵۴°۳۳′۱۸″شرقی / ۳۳٫۳۴۱۴°شمالی ۵۴٫۵۵۵۰°شرقی |        | ۳۲۴۵ |
| بندعبدالحسین            | ۳۳°۱۰′۲۵″شمالی ۵۳°۵۲′۳۵″شرقی / ۳۳٫۱۷۳۶°شمالی ۵۳٫۸۷۶۵°شرقی |        | ۳۲۴۶ |
| بندعبدالحسین            | ۳۳°۱۰′۱۵″شمالی ۵۳°۵۲′۰۸″شرقی / ۳۳٫۱۷۰۷°شمالی ۵۳٫۸۶۹۰°شرقی |        | ۳۲۴۷ |
| بندعلی بخشو             | ۳۳°۱۳′۱۱″شمالی ۵۳°۵۸′۰۹″شرقی / ۳۳٫۲۱۹۶°شمالی ۵۳٫۹۶۹۳°شرقی |        | ۳۲۴۸ |
| بوسی نچه                | ۳۲°۵۸′۵۵″شمالی ۵۳°۰۸′۳۵″شرقی / ۳۲٫۹۸۱۹°شمالی ۵۳٫۱۴۳۱°شرقی |        | ۳۲۴۹ |
| بی وچه                  | ۳۳°۲۰′۴۱″شمالی ۵۳°۴۰′۴۰″شرقی / ۳۳٫۳۴۴۷°شمالی ۵۳٫۶۷۷۷°شرقی |        | ۳۲۵۰ |
| بیدکوه                  | ۳۳°۰۱′۰۱″شمالی ۵۲°۵۱′۳۶″شرقی / ۳۳٫۰۱۷۰°شمالی ۵۲٫۸۶۰۰°شرقی |        | ۳۲۵۱ |
| پالانی                  | ۳۳°۴۰′۴۰″شمالی ۵۳°۲۷′۰۱″شرقی / ۳۳٫۶۷۷۸°شمالی ۵۳٫۴۵۰۴°شرقی |        | ۳۲۵۲ |
| پته‌ها                   | ۳۳°۴۲′۰۱″شمالی ۵۳°۲۷′۳۳″شرقی / ۳۳٫۷۰۰۳°شمالی ۵۳٫۴۵۹۲°شرقی |        | ۳۲۵۳ |
| پته‌ها                   | ۳۳°۵۴′۰۴″شمالی ۵۳°۰۵′۲۶″شرقی / ۳۳٫۹۰۱۱°شمالی ۵۳٫۰۹۰۶°شرقی |        | ۳۲۵۴ |
| پتی یار                 | ۳۳°۱۹′۰۸″شمالی ۵۳°۴۸′۵۵″شرقی / ۳۳٫۳۱۸۹°شمالی ۵۳٫۸۱۵۳°شرقی |        | ۳۲۵۵ |
| پشته‌ها                  | ۳۳°۱۴′۵۵″شمالی ۵۳°۳۵′۱۹″شرقی / ۳۳٫۲۴۸۵°شمالی ۵۳٫۵۸۸۶°شرقی |        | ۳۲۵۶ |
| پشته‌ها                  | ۳۳°۱۵′۴۲″شمالی ۵۳°۳۳′۳۶″شرقی / ۳۳٫۲۶۱۸°شمالی ۵۳٫۵۵۹۹°شرقی |        | ۳۲۵۷ |
| پلنگو                   | ۳۲°۳۹′۳۱″شمالی ۵۲°۵۵′۰۳″شرقی / ۳۲٫۶۵۸۵°شمالی ۵۲٫۹۱۷۶°شرقی |        | ۳۲۵۸ |
| پنج کوهه بالا           | ۳۲°۴۴′۰۷″شمالی ۵۳°۳۸′۰۱″شرقی / ۳۲٫۷۳۵۴°شمالی ۵۳٫۶۳۳۵°شرقی |        | ۳۲۵۹ |
| پهنه                    | ۳۳°۱۸′۳۹″شمالی ۵۳°۵۶′۳۰″شرقی / ۳۳٫۳۱۰۸°شمالی ۵۳٫۹۴۱۶°شرقی |        | ۳۲۶۰ |
| پوزه پشته‌ها             | ۳۳°۱۴′۳۲″شمالی ۵۳°۳۷′۰۰″شرقی / ۳۳٫۲۴۲۳°شمالی ۵۳٫۶۱۶۶°شرقی |        | ۳۲۶۱ |
| پیر                     | ۳۳°۴۲′۴۷″شمالی ۵۳°۲۶′۵۸″شرقی / ۳۳٫۷۱۳۱°شمالی ۵۳٫۴۴۹۵°شرقی |        | ۳۲۶۲ |
| پیوک                    | ۳۳°۲۱′۰۱″شمالی ۵۳°۴۳′۰۹″شرقی / ۳۳٫۳۵۰۳°شمالی ۵۳٫۷۱۹۳°شرقی |        | ۳۲۶۳ |
| تبره                    | ۳۳°۵۴′۳۵″شمالی ۵۴°۰۰′۱۴″شرقی / ۳۳٫۹۰۹۷°شمالی ۵۴٫۰۰۳۹°شرقی |        | ۳۲۶۴ |
| تبره                    | ۳۳°۵۳′۵۱″شمالی ۵۳°۵۸′۴۸″شرقی / ۳۳٫۸۹۷۶°شمالی ۵۳٫۹۸۰۱°شرقی |        | ۳۲۶۵ |
| تبره                    | ۳۳°۵۱′۲۹″شمالی ۵۳°۵۵′۱۶″شرقی / ۳۳٫۸۵۸۱°شمالی ۵۳٫۹۲۱۰°شرقی |        | ۳۲۶۶ |
| تبره                    | ۳۳°۵۲′۰۴″شمالی ۵۳°۵۶′۲۸″شرقی / ۳۳٫۸۶۷۸°شمالی ۵۳٫۹۴۱۰°شرقی |        | ۳۲۶۷ |
| تپه سورچه               | ۳۲°۴۵′۲۵″شمالی ۵۳°۰۷′۵۷″شرقی / ۳۲٫۷۵۷۰°شمالی ۵۳٫۱۳۲۴°شرقی |        | ۳۲۶۸ |
| تپه مار                 | ۳۲°۳۴′۳۶″شمالی ۵۳°۰۱′۲۳″شرقی / ۳۲٫۵۷۶۶°شمالی ۵۳٫۰۲۳۱°شرقی |        | ۳۲۶۹ |
| تختبون                  | ۳۲°۵۴′۴۲″شمالی ۵۲°۳۸′۰۱″شرقی / ۳۲٫۹۱۱۷°شمالی ۵۲٫۶۳۳۷°شرقی |        | ۳۲۷۰ |
| تختک                    | ۳۳°۴۴′۱۹″شمالی ۵۴°۲۳′۰۳″شرقی / ۳۳٫۷۳۸۷°شمالی ۵۴٫۳۸۴۲°شرقی |        | ۳۲۷۱ |
| تختک                    | ۳۳°۴۴′۳۵″شمالی ۵۴°۲۱′۴۹″شرقی / ۳۳٫۷۴۳۱°شمالی ۵۴٫۳۶۳۵°شرقی |        | ۳۲۷۲ |
| تل بادی                 | ۳۳°۱۲′۵۱″شمالی ۵۴°۳۰′۴۵″شرقی / ۳۳٫۲۱۴۱°شمالی ۵۴٫۵۱۲۵°شرقی |        | ۳۲۷۳ |
| تل بارانداز             | ۳۳°۱۳′۰۲″شمالی ۵۴°۱۱′۳۳″شرقی / ۳۳٫۲۱۷۳°شمالی ۵۴٫۱۹۲۵°شرقی |        | ۳۲۷۴ |
| تل بزرگ                 | ۳۳°۰۴′۲۱″شمالی ۵۲°۵۷′۰۴″شرقی / ۳۳٫۰۷۲۴°شمالی ۵۲٫۹۵۱۱°شرقی |        | ۳۲۷۵ |
| تل ذغالی                | ۳۳°۳۵′۳۰″شمالی ۵۳°۲۰′۴۴″شرقی / ۳۳٫۵۹۱۸°شمالی ۵۳٫۳۴۵۵°شرقی |        | ۳۲۷۶ |
| تل سبز                  | ۳۲°۳۸′۵۶″شمالی ۵۲°۵۶′۴۲″شرقی / ۳۲٫۶۴۹۰°شمالی ۵۲٫۹۴۵۰°شرقی |        | ۳۲۷۷ |
| تل سرخه                 | ۳۲°۵۱′۵۲″شمالی ۵۲°۳۹′۵۹″شرقی / ۳۲٫۸۶۴۴°شمالی ۵۲٫۶۶۶۴°شرقی |        | ۳۲۷۸ |
| تلخه                    | ۳۳°۲۰′۳۳″شمالی ۵۳°۳۴′۱۳″شرقی / ۳۳٫۳۴۲۶°شمالی ۵۳٫۵۷۰۴°شرقی |        | ۳۲۷۹ |
| تله گرد                 | ۳۳°۲۵′۳۸″شمالی ۵۴°۲۳′۴۴″شرقی / ۳۳٫۴۲۷۳°شمالی ۵۴٫۳۹۵۶°شرقی |        | ۳۲۸۰ |
| تنوره                   | ۳۳°۵۰′۳۶″شمالی ۵۳°۰۷′۳۰″شرقی / ۳۳٫۸۴۳۲°شمالی ۵۳٫۱۲۵۱°شرقی |        | ۳۲۸۱ |
| تنوره                   | ۳۳°۵۱′۱۸″شمالی ۵۳°۰۶′۵۳″شرقی / ۳۳٫۸۵۴۹°شمالی ۵۳٫۱۱۴۶°شرقی |        | ۳۲۸۲ |
| تنوره                   | ۳۳°۵۰′۴۲″شمالی ۵۳°۰۷′۲۵″شرقی / ۳۳٫۸۴۴۹°شمالی ۵۳٫۱۲۳۵°شرقی |        | ۳۲۸۳ |
| توتچو                   | ۳۲°۳۶′۰۳″شمالی ۵۳°۰۲′۳۸″شرقی / ۳۲٫۶۰۰۷°شمالی ۵۳٫۰۴۳۸°شرقی |        | ۳۲۸۴ |
| تیغه عرب گریز           | ۳۳°۲۵′۵۸″شمالی ۵۴°۳۴′۰۹″شرقی / ۳۳٫۴۳۲۹°شمالی ۵۴٫۵۶۹۱°شرقی |        | ۳۲۸۵ |
| جفتی‌ها                  | ۳۳°۰۴′۳۷″شمالی ۵۳°۰۱′۵۴″شرقی / ۳۳٫۰۷۷۰°شمالی ۵۳٫۰۳۱۷°شرقی |        | ۳۲۸۶ |
| چاباجون                 | ۳۳°۲۲′۵۰″شمالی ۵۴°۳۱′۲۹″شرقی / ۳۳٫۳۸۰۶°شمالی ۵۴٫۵۲۴۸°شرقی |        | ۳۲۸۷ |
| چاه بید                 | ۳۳°۰۶′۰۸″شمالی ۵۲°۵۶′۳۷″شرقی / ۳۳٫۱۰۲۲°شمالی ۵۲٫۹۴۳۶°شرقی |        | ۳۲۸۸ |
| چاه پلنگ                | ۳۳°۰۱′۴۴″شمالی ۵۴°۱۱′۲۱″شرقی / ۳۳٫۰۲۹۰°شمالی ۵۴٫۱۸۹۲°شرقی |        | ۳۲۸۹ |
| چاه پنیر                | ۳۳°۲۳′۰۴″شمالی ۵۳°۱۸′۵۲″شرقی / ۳۳٫۳۸۴۵°شمالی ۵۳٫۳۱۴۴°شرقی |        | ۳۲۹۰ |
| چاه پنیر                | ۳۳°۲۱′۵۱″شمالی ۵۳°۱۹′۲۶″شرقی / ۳۳٫۳۶۴۳°شمالی ۵۳٫۳۲۳۹°شرقی |        | ۳۲۹۱ |
| چاه تنگو                | ۳۳°۲۷′۱۴″شمالی ۵۳°۴۹′۴۲″شرقی / ۳۳٫۴۵۴۰°شمالی ۵۳٫۸۲۸۳°شرقی |        | ۳۲۹۲ |
| چاه خربزه               | ۳۳°۲۷′۴۳″شمالی ۵۳°۴۸′۵۹″شرقی / ۳۳٫۴۶۱۹°شمالی ۵۳٫۸۱۶۴°شرقی |        | ۳۲۹۳ |
| چاه خواری               | ۳۳°۳۵′۴۰″شمالی ۵۴°۲۳′۲۵″شرقی / ۳۳٫۵۹۴۵°شمالی ۵۴٫۳۹۰۴°شرقی |        | ۳۲۹۴ |
| چاه رضا                 | ۳۲°۵۸′۵۸″شمالی ۵۲°۵۷′۵۷″شرقی / ۳۲٫۹۸۲۸°شمالی ۵۲٫۹۶۵۷°شرقی |        | ۳۲۹۵ |
| چاه سفید                | ۳۳°۳۵′۳۳″شمالی ۵۳°۳۱′۳۴″شرقی / ۳۳٫۵۹۲۵°شمالی ۵۳٫۵۲۶۱°شرقی |        | ۳۲۹۶ |
| چاه گربه                | ۳۳°۲۵′۲۹″شمالی ۵۳°۴۳′۵۴″شرقی / ۳۳٫۴۲۴۷°شمالی ۵۳٫۷۳۱۸°شرقی |        | ۳۲۹۷ |
| چاه گربه                | ۳۳°۲۶′۰۲″شمالی ۵۳°۴۵′۲۵″شرقی / ۳۳٫۴۳۳۹°شمالی ۵۳٫۷۵۶۹°شرقی |        | ۳۲۹۸ |
| چاه گنبد                | ۳۳°۰۱′۰۷″شمالی ۵۲°۵۳′۵۶″شرقی / ۳۳٫۰۱۸۶°شمالی ۵۲٫۸۹۸۹°شرقی |        | ۳۲۹۹ |
| چاه گنبد                | ۳۳°۰۵′۲۳″شمالی ۵۳°۵۷′۰۵″شرقی / ۳۳٫۰۸۹۸°شمالی ۵۳٫۹۵۱۳°شرقی |        | ۳۳۰۰ |
| چاه لطفی                | ۳۳°۳۶′۲۱″شمالی ۵۳°۳۴′۱۵″شرقی / ۳۳٫۶۰۵۷°شمالی ۵۳٫۵۷۰۹°شرقی |        | ۳۳۰۱ |
| چاه لقه                 | ۳۳°۳۰′۳۴″شمالی ۵۳°۲۱′۱۸″شرقی / ۳۳٫۵۰۹۵°شمالی ۵۳٫۳۵۵۱°شرقی |        | ۳۳۰۲ |
| چپ لنگ                  | ۳۲°۳۷′۵۲″شمالی ۵۳°۱۰′۲۱″شرقی / ۳۲٫۶۳۱۰°شمالی ۵۳٫۱۷۲۶°شرقی |        | ۳۳۰۳ |
| چشمه                    | ۳۳°۰۵′۱۰″شمالی ۵۲°۵۵′۰۳″شرقی / ۳۳٫۰۸۶۰°شمالی ۵۲٫۹۱۷۶°شرقی |        | ۳۳۰۴ |
| چشمه بزی                | ۳۳°۲۴′۰۳″شمالی ۵۳°۲۹′۴۸″شرقی / ۳۳٫۴۰۰۷°شمالی ۵۳٫۴۹۶۸°شرقی |        | ۳۳۰۵ |
| چشمه بزی                | ۳۳°۲۳′۳۹″شمالی ۵۳°۳۰′۱۹″شرقی / ۳۳٫۳۹۴۱°شمالی ۵۳٫۵۰۵۳°شرقی |        | ۳۳۰۶ |
| چشمه سبزو               | ۳۳°۲۸′۴۰″شمالی ۵۴°۱۹′۴۲″شرقی / ۳۳٫۴۷۷۹°شمالی ۵۴٫۳۲۸۲°شرقی |        | ۳۳۰۷ |
| چشمه سلطونو             | ۳۳°۲۷′۴۳″شمالی ۵۴°۱۹′۱۷″شرقی / ۳۳٫۴۶۱۹°شمالی ۵۴٫۳۲۱۴°شرقی |        | ۳۳۰۸ |
| چشمه شوره               | ۳۳°۲۲′۴۱″شمالی ۵۳°۳۳′۴۸″شرقی / ۳۳٫۳۷۸۰°شمالی ۵۳٫۵۶۳۴°شرقی |        | ۳۳۰۹ |
| چشمه شوره               | ۳۳°۲۳′۱۱″شمالی ۵۳°۳۲′۴۱″شرقی / ۳۳٫۳۸۶۴°شمالی ۵۳٫۵۴۴۶°شرقی |        | ۳۳۱۰ |
| چشمه شوره               | ۳۳°۲۲′۰۶″شمالی ۵۳°۳۳′۳۳″شرقی / ۳۳٫۳۶۸۴°شمالی ۵۳٫۵۵۹۲°شرقی |        | ۳۳۱۱ |
| چشمه شیرینه             | ۳۳°۱۹′۵۴″شمالی ۵۴°۱۸′۰۳″شرقی / ۳۳٫۳۳۱۶°شمالی ۵۴٫۳۰۰۷°شرقی |        | ۳۳۱۲ |
| چشمه هو                 | ۳۳°۲۷′۳۰″شمالی ۵۳°۲۹′۳۹″شرقی / ۳۳٫۴۵۸۳°شمالی ۵۳٫۴۹۴۲°شرقی |        | ۳۳۱۳ |
| چگا                     | ۳۲°۴۴′۲۶″شمالی ۵۲°۵۵′۱۳″شرقی / ۳۲٫۷۴۰۶°شمالی ۵۲٫۹۲۰۳°شرقی |        | ۳۳۱۴ |
| چله خان                 | ۳۲°۴۱′۲۹″شمالی ۵۳°۰۲′۰۶″شرقی / ۳۲٫۶۹۱۳°شمالی ۵۳٫۰۳۵۰°شرقی |        | ۳۳۱۵ |
| چهل تاقار               | ۳۳°۱۹′۵۴″شمالی ۵۳°۴۱′۵۱″شرقی / ۳۳٫۳۳۱۷°شمالی ۵۳٫۶۹۷۶°شرقی |        | ۳۳۱۶ |
| چوقو                    | ۳۳°۲۹′۱۲″شمالی ۵۴°۰۵′۲۳″شرقی / ۳۳٫۴۸۶۸°شمالی ۵۴٫۰۸۹۷°شرقی |        | ۳۳۱۷ |
| چوقو                    | ۳۳°۳۰′۴۴″شمالی ۵۴°۱۰′۴۳″شرقی / ۳۳٫۵۱۲۳°شمالی ۵۴٫۱۷۸۵°شرقی |        | ۳۳۱۸ |
| چوقوبالایی              | ۳۳°۳۰′۰۹″شمالی ۵۴°۰۵′۱۸″شرقی / ۳۳٫۵۰۲۵°شمالی ۵۴٫۰۸۸۳°شرقی |        | ۳۳۱۹ |
| چوقوپائینی              | ۳۳°۳۰′۲۹″شمالی ۵۴°۰۶′۱۳″شرقی / ۳۳٫۵۰۸۱°شمالی ۵۴٫۱۰۳۵°شرقی |        | ۳۳۲۰ |
| حوض ابریشم              | ۳۳°۰۹′۱۷″شمالی ۵۴°۱۹′۲۸″شرقی / ۳۳٫۱۵۴۶°شمالی ۵۴٫۳۲۴۵°شرقی |        | ۳۳۲۱ |
| حوض حاج محمدرحیم        | ۳۳°۳۰′۵۲″شمالی ۵۴°۱۲′۵۵″شرقی / ۳۳٫۵۱۴۵°شمالی ۵۴٫۲۱۵۴°شرقی |        | ۳۳۲۲ |
| حوض گور                 | ۳۳°۳۲′۱۵″شمالی ۵۴°۳۲′۳۰″شرقی / ۳۳٫۵۳۷۵°شمالی ۵۴٫۵۴۱۷°شرقی |        | ۳۳۲۳ |
| خارزن                   | ۳۲°۴۹′۰۳″شمالی ۵۲°۵۷′۰۸″شرقی / ۳۲٫۸۱۷۵°شمالی ۵۲٫۹۵۲۳°شرقی |        | ۳۳۲۴ |
| خانه قوچ                | ۳۲°۴۹′۱۳″شمالی ۵۲°۴۳′۲۶″شرقی / ۳۲٫۸۲۰۲°شمالی ۵۲٫۷۲۴۰°شرقی |        | ۳۳۲۵ |
| خرکور                   | ۳۲°۵۹′۱۱″شمالی ۵۳°۰۷′۴۷″شرقی / ۳۲٫۹۸۶۵°شمالی ۵۳٫۱۲۹۸°شرقی |        | ۳۳۲۶ |
| خرمائو                  | ۳۳°۳۱′۳۹″شمالی ۵۴°۱۳′۰۵″شرقی / ۳۳٫۵۲۷۴°شمالی ۵۴٫۲۱۸۰°شرقی |        | ۳۳۲۷ |
| خطخطی                   | ۳۳°۱۳′۵۵″شمالی ۵۳°۴۲′۴۶″شرقی / ۳۳٫۲۳۲۰°شمالی ۵۳٫۷۱۲۹°شرقی |        | ۳۳۲۸ |
| خلخ                     | ۳۳°۰۱′۰۳″شمالی ۵۳°۵۸′۴۷″شرقی / ۳۳٫۰۱۷۴°شمالی ۵۳٫۹۷۹۶°شرقی |        | ۳۳۲۹ |
| خمنه                    | ۳۳°۰۶′۰۷″شمالی ۵۴°۰۸′۴۱″شرقی / ۳۳٫۱۰۲۰°شمالی ۵۴٫۱۴۴۶°شرقی |        | ۳۳۳۰ |
| خون سیاه                | ۳۲°۳۸′۰۹″شمالی ۵۳°۰۹′۴۰″شرقی / ۳۲٫۶۳۵۸°شمالی ۵۳٫۱۶۱۰°شرقی |        | ۳۳۳۱ |
| خونی                    | ۳۳°۲۷′۵۸″شمالی ۵۴°۱۰′۲۴″شرقی / ۳۳٫۴۶۶۰°شمالی ۵۴٫۱۷۳۲°شرقی |        | ۳۳۳۲ |
| خونی                    | ۳۳°۲۶′۳۹″شمالی ۵۴°۱۲′۱۵″شرقی / ۳۳٫۴۴۴۳°شمالی ۵۴٫۲۰۴۱°شرقی |        | ۳۳۳۳ |
| خونی                    | ۳۲°۴۰′۵۴″شمالی ۵۲°۴۹′۲۷″شرقی / ۳۲٫۶۸۱۷°شمالی ۵۲٫۸۲۴۱°شرقی |        | ۳۳۳۴ |
| درازه                   | ۳۳°۱۷′۱۸″شمالی ۵۳°۵۲′۳۱″شرقی / ۳۳٫۲۸۸۴°شمالی ۵۳٫۸۷۵۲°شرقی |        | ۳۳۳۵ |
| درازه                   | ۳۳°۱۷′۱۵″شمالی ۵۳°۵۱′۵۷″شرقی / ۳۳٫۲۸۷۵°شمالی ۵۳٫۸۶۵۸°شرقی |        | ۳۳۳۶ |
| دربندو                  | ۳۳°۲۵′۱۳″شمالی ۵۴°۱۶′۱۵″شرقی / ۳۳٫۴۲۰۳°شمالی ۵۴٫۲۷۰۹°شرقی |        | ۳۳۳۷ |
| دره انجیر               | ۳۳°۲۰′۵۰″شمالی ۵۳°۳۸′۳۳″شرقی / ۳۳٫۳۴۷۳°شمالی ۵۳٫۶۴۲۴°شرقی |        | ۳۳۳۸ |
| دریدی                   | ۳۳°۰۵′۳۵″شمالی ۵۳°۰۵′۳۴″شرقی / ۳۳٫۰۹۳۰°شمالی ۵۳٫۰۹۲۷°شرقی |        | ۳۳۳۹ |
| دل سرد                  | ۳۳°۲۲′۳۹″شمالی ۵۳°۳۷′۲۷″شرقی / ۳۳٫۳۷۷۴°شمالی ۵۳٫۶۲۴۲°شرقی |        | ۳۳۴۰ |
| دل سرد                  | ۳۳°۲۲′۰۹″شمالی ۵۳°۳۵′۴۶″شرقی / ۳۳٫۳۶۹۲°شمالی ۵۳٫۵۹۶۲°شرقی |        | ۳۳۴۱ |
| دلسرد                   | ۳۳°۲۲′۳۷″شمالی ۵۳°۳۶′۱۳″شرقی / ۳۳٫۳۷۶۹°شمالی ۵۳٫۶۰۳۵°شرقی |        | ۳۳۴۲ |
| دم                      | ۳۳°۵۶′۳۶″شمالی ۵۳°۰۷′۴۴″شرقی / ۳۳٫۹۴۳۲°شمالی ۵۳٫۱۲۹۰°شرقی |        | ۳۳۴۳ |
| دم                      | ۳۳°۵۴′۴۷″شمالی ۵۳°۰۷′۲۶″شرقی / ۳۳٫۹۱۳۰°شمالی ۵۳٫۱۲۴۰°شرقی |        | ۳۳۴۴ |
| دم                      | ۳۳°۵۳′۵۸″شمالی ۵۳°۰۸′۰۱″شرقی / ۳۳٫۸۹۹۵°شمالی ۵۳٫۱۳۳۷°شرقی |        | ۳۳۴۵ |
| دم                      | ۳۳°۵۶′۱۸″شمالی ۵۳°۰۷′۰۲″شرقی / ۳۳٫۹۳۸۴°شمالی ۵۳٫۱۱۷۳°شرقی |        | ۳۳۴۶ |
| دم                      | ۳۳°۵۶′۰۱″شمالی ۵۳°۰۵′۴۵″شرقی / ۳۳٫۹۳۳۷°شمالی ۵۳٫۰۹۵۸°شرقی |        | ۳۳۴۷ |
| دم                      | ۳۳°۵۴′۳۷″شمالی ۵۳°۰۶′۴۵″شرقی / ۳۳٫۹۱۰۲°شمالی ۵۳٫۱۱۲۶°شرقی |        | ۳۳۴۸ |
| دم                      | ۳۳°۵۴′۵۳″شمالی ۵۳°۰۶′۱۸″شرقی / ۳۳٫۹۱۴۸°شمالی ۵۳٫۱۰۴۹°شرقی |        | ۳۳۴۹ |
| دم                      | ۳۳°۵۳′۲۱″شمالی ۵۳°۰۷′۱۶″شرقی / ۳۳٫۸۸۹۲°شمالی ۵۳٫۱۲۱۲°شرقی |        | ۳۳۵۰ |
| دم                      | ۳۳°۵۳′۱۵″شمالی ۵۳°۰۶′۵۶″شرقی / ۳۳٫۸۸۷۵°شمالی ۵۳٫۱۱۵۶°شرقی |        | ۳۳۵۱ |
| دم تی هو                | ۳۳°۰۸′۵۲″شمالی ۵۴°۱۱′۴۸″شرقی / ۳۳٫۱۴۷۹°شمالی ۵۴٫۱۹۶۶°شرقی |        | ۳۳۵۲ |
| دم تی هو                | ۳۳°۰۸′۵۷″شمالی ۵۴°۱۶′۰۹″شرقی / ۳۳٫۱۴۹۳°شمالی ۵۴٫۲۶۹۳°شرقی |        | ۳۳۵۳ |
| دم سفید                 | ۳۳°۲۵′۱۱″شمالی ۵۳°۴۴′۴۵″شرقی / ۳۳٫۴۱۹۸°شمالی ۵۳٫۷۴۵۷°شرقی |        | ۳۳۵۴ |
| دم سفید                 | ۳۳°۲۵′۳۶″شمالی ۵۳°۴۶′۱۵″شرقی / ۳۳٫۴۲۶۷°شمالی ۵۳٫۷۷۰۹°شرقی |        | ۳۳۵۵ |
| دنب قابی                | ۳۳°۰۸′۱۲″شمالی ۵۳°۴۲′۵۴″شرقی / ۳۳٫۱۳۶۶°شمالی ۵۳٫۷۱۵۰°شرقی |        | ۳۳۵۶ |
| دهنه خمنه               | ۳۳°۰۸′۰۷″شمالی ۵۴°۰۶′۵۵″شرقی / ۳۳٫۱۳۵۲°شمالی ۵۴٫۱۱۵۲°شرقی |        | ۳۳۵۷ |
| دهنه قودنی              | ۳۳°۱۹′۰۲″شمالی ۵۴°۲۱′۲۶″شرقی / ۳۳٫۳۱۷۱°شمالی ۵۴٫۳۵۷۱°شرقی |        | ۳۳۵۸ |
| دوچاهی                  | ۳۳°۰۱′۵۸″شمالی ۵۳°۵۹′۰۵″شرقی / ۳۳٫۰۳۲۸°شمالی ۵۳٫۹۸۴۶°شرقی |        | ۳۳۵۹ |
| دوسر                    | ۳۲°۴۹′۱۸″شمالی ۵۲°۴۲′۳۷″شرقی / ۳۲٫۸۲۱۷°شمالی ۵۲٫۷۱۰۲°شرقی |        | ۳۳۶۰ |
| دوشاخ                   | ۳۳°۰۵′۱۶″شمالی ۵۴°۲۷′۳۱″شرقی / ۳۳٫۰۸۷۹°شمالی ۵۴٫۴۵۸۷°شرقی |        | ۳۳۶۱ |
| دوشاخ                   | ۳۳°۰۵′۵۹″شمالی ۵۴°۴۴′۲۱″شرقی / ۳۳٫۰۹۹۶°شمالی ۵۴٫۷۳۹۲°شرقی |        | ۳۳۶۲ |
| دوشاخه                  | ۳۲°۴۳′۳۸″شمالی ۵۲°۴۹′۵۳″شرقی / ۳۲٫۷۲۷۲°شمالی ۵۲٫۸۳۱۵°شرقی |        | ۳۳۶۳ |
| دولی                    | ۳۲°۵۸′۵۷″شمالی ۵۳°۰۶′۴۹″شرقی / ۳۲٫۹۸۲۵°شمالی ۵۳٫۱۱۳۷°شرقی |        | ۳۳۶۴ |
| دیزور                   | ۳۲°۴۰′۱۳″شمالی ۵۲°۵۴′۳۲″شرقی / ۳۲٫۶۷۰۲°شمالی ۵۲٫۹۰۸۹°شرقی |        | ۳۳۶۵ |
| دیگیل                   | ۳۲°۵۰′۳۳″شمالی ۵۲°۴۲′۲۲″شرقی / ۳۲٫۸۴۲۴°شمالی ۵۲٫۷۰۶۱°شرقی |        | ۳۳۶۶ |
| رجبو                    | ۳۳°۲۷′۰۳″شمالی ۵۴°۲۰′۴۵″شرقی / ۳۳٫۴۵۰۷°شمالی ۵۴٫۳۴۵۷°شرقی |        | ۳۳۶۷ |
| رزگاه                   | ۳۲°۴۸′۲۲″شمالی ۵۲°۴۵′۴۴″شرقی / ۳۲٫۸۰۶۲°شمالی ۵۲٫۷۶۲۳°شرقی |        | ۳۳۶۸ |
| رستم                    | ۳۳°۴۴′۴۶″شمالی ۵۴°۱۶′۵۷″شرقی / ۳۳٫۷۴۶۱°شمالی ۵۴٫۲۸۲۵°شرقی |        | ۳۳۶۹ |
| رستمو                   | ۳۳°۴۴′۱۵″شمالی ۵۴°۱۹′۵۲″شرقی / ۳۳٫۷۳۷۴°شمالی ۵۴٫۳۳۱۰°شرقی |        | ۳۳۷۰ |
| رستمو                   | ۳۳°۴۵′۲۵″شمالی ۵۴°۱۶′۴۱″شرقی / ۳۳٫۷۵۶۹°شمالی ۵۴٫۲۷۸۱°شرقی |        | ۳۳۷۱ |
| رشته                    | ۳۲°۴۱′۲۵″شمالی ۵۳°۰۰′۳۲″شرقی / ۳۲٫۶۹۰۴°شمالی ۵۳٫۰۰۸۹°شرقی |        | ۳۳۷۲ |
| رهی                     | ۳۲°۵۴′۳۹″شمالی ۵۲°۳۸′۳۶″شرقی / ۳۲٫۹۱۰۸°شمالی ۵۲٫۶۴۳۳°شرقی |        | ۳۳۷۳ |
| ریزوذوالفقار            | ۳۳°۲۷′۲۶″شمالی ۵۴°۳۲′۳۵″شرقی / ۳۳٫۴۵۷۳°شمالی ۵۴٫۵۴۳۱°شرقی |        | ۳۳۷۴ |
| ریزومهراجی              | ۳۳°۱۱′۴۹″شمالی ۵۴°۰۴′۴۰″شرقی / ۳۳٫۱۹۶۹°شمالی ۵۴٫۰۷۷۹°شرقی |        | ۳۳۷۵ |
| ریگو                    | ۳۳°۲۹′۰۵″شمالی ۵۴°۰۸′۱۴″شرقی / ۳۳٫۴۸۴۸°شمالی ۵۴٫۱۳۷۳°شرقی |        | ۳۳۷۶ |
| ریگو                    | ۳۳°۲۸′۳۵″شمالی ۵۴°۰۷′۰۸″شرقی / ۳۳٫۴۷۶۵°شمالی ۵۴٫۱۱۸۹°شرقی |        | ۳۳۷۷ |
| ریگو                    | ۳۳°۳۰′۲۵″شمالی ۵۴°۱۲′۵۸″شرقی / ۳۳٫۵۰۷۰°شمالی ۵۴٫۲۱۶۱°شرقی |        | ۳۳۷۸ |
| ریگو                    | ۳۳°۳۰′۲۸″شمالی ۵۴°۱۴′۰۲″شرقی / ۳۳٫۵۰۷۸°شمالی ۵۴٫۲۳۳۸°شرقی |        | ۳۳۷۹ |
| ریواسک                  | ۳۲°۵۸′۰۲″شمالی ۵۳°۰۹′۲۸″شرقی / ۳۲٫۹۶۷۲°شمالی ۵۳٫۱۵۷۷°شرقی |        | ۳۳۸۰ |
| زاغ                     | ۳۳°۰۷′۱۶″شمالی ۵۳°۰۲′۳۰″شرقی / ۳۳٫۱۲۱۱°شمالی ۵۳٫۰۴۱۷°شرقی |        | ۳۳۸۱ |
| زاقاب                   | ۳۳°۲۱′۳۶″شمالی ۵۳°۲۵′۰۷″شرقی / ۳۳٫۳۶۰۱°شمالی ۵۳٫۴۱۸۷°شرقی |        | ۳۳۸۲ |
| زانوج بزرگ              | ۳۲°۴۰′۰۹″شمالی ۵۲°۵۷′۰۷″شرقی / ۳۲٫۶۶۹۱°شمالی ۵۲٫۹۵۱۹°شرقی |        | ۳۳۸۳ |
| زرد                     | ۳۳°۲۱′۴۴″شمالی ۵۴°۲۹′۳۲″شرقی / ۳۳٫۳۶۲۱°شمالی ۵۴٫۴۹۲۳°شرقی |        | ۳۳۸۴ |
| زرد                     | ۳۳°۲۰′۵۱″شمالی ۵۴°۳۱′۲۴″شرقی / ۳۳٫۳۴۷۴°شمالی ۵۴٫۵۲۳۲°شرقی |        | ۳۳۸۵ |
| زرد                     | ۳۳°۱۱′۱۰″شمالی ۵۲°۵۸′۴۱″شرقی / ۳۳٫۱۸۶۰°شمالی ۵۲٫۹۷۸۱°شرقی |        | ۳۳۸۶ |
| زرد                     | ۳۳°۰۹′۵۸″شمالی ۵۲°۵۸′۱۶″شرقی / ۳۳٫۱۶۶۱°شمالی ۵۲٫۹۷۱۰°شرقی |        | ۳۳۸۷ |
| زرمو                    | ۳۳°۳۶′۵۰″شمالی ۵۴°۲۸′۰۸″شرقی / ۳۳٫۶۱۴۰°شمالی ۵۴٫۴۶۸۸°شرقی |        | ۳۳۸۸ |
| زواردینه                | ۳۳°۳۰′۱۹″شمالی ۵۳°۲۵′۳۹″شرقی / ۳۳٫۵۰۵۲°شمالی ۵۳٫۴۲۷۶°شرقی |        | ۳۳۸۹ |
| زواره                   | ۳۳°۲۹′۴۶″شمالی ۵۳°۲۶′۳۲″شرقی / ۳۳٫۴۹۶۱°شمالی ۵۳٫۴۴۲۱°شرقی |        | ۳۳۹۰ |
| زیارتگاه                | ۳۲°۴۹′۲۸″شمالی ۵۲°۵۱′۰۶″شرقی / ۳۲٫۸۲۴۴°شمالی ۵۲٫۸۵۱۸°شرقی |        | ۳۳۹۱ |
| زینا                    | ۳۳°۴۲′۵۲″شمالی ۵۳°۲۸′۳۸″شرقی / ۳۳٫۷۱۴۴°شمالی ۵۳٫۴۷۷۳°شرقی |        | ۳۳۹۲ |
| زینکوهه                 | ۳۳°۲۸′۲۰″شمالی ۵۴°۱۶′۲۹″شرقی / ۳۳٫۴۷۲۲°شمالی ۵۴٫۲۷۴۶°شرقی |        | ۳۳۹۳ |
| زینکوهه                 | ۳۳°۲۸′۳۵″شمالی ۵۴°۱۸′۱۶″شرقی / ۳۳٫۴۷۶۳°شمالی ۵۴٫۳۰۴۴°شرقی |        | ۳۳۹۴ |
| سارو                    | ۳۲°۴۱′۰۹″شمالی ۵۲°۵۲′۴۸″شرقی / ۳۲٫۶۸۵۹°شمالی ۵۲٫۸۷۹۹°شرقی |        | ۳۳۹۵ |
| سبز                     | ۳۳°۱۴′۳۴″شمالی ۵۳°۴۰′۵۰″شرقی / ۳۳٫۲۴۲۸°شمالی ۵۳٫۶۸۰۶°شرقی |        | ۳۳۹۶ |
| سبز                     | ۳۳°۱۵′۰۷″شمالی ۵۳°۳۹′۵۰″شرقی / ۳۳٫۲۵۲۰°شمالی ۵۳٫۶۶۴۰°شرقی |        | ۳۳۹۷ |
| سپیده                   | ۳۲°۴۱′۰۲″شمالی ۵۲°۵۵′۰۲″شرقی / ۳۲٫۶۸۳۹°شمالی ۵۲٫۹۱۷۱°شرقی |        | ۳۳۹۸ |
| سراب                    | ۳۲°۴۲′۱۴″شمالی ۵۲°۵۲′۰۷″شرقی / ۳۲٫۷۰۴۰°شمالی ۵۲٫۸۶۸۵°شرقی |        | ۳۳۹۹ |
| سرخ                     | ۳۳°۲۲′۰۳″شمالی ۵۴°۳۵′۴۰″شرقی / ۳۳٫۳۶۷۴°شمالی ۵۴٫۵۹۴۴°شرقی |        | ۳۴۰۰ |
| سرخ                     | ۳۳°۳۲′۱۲″شمالی ۵۳°۲۶′۴۶″شرقی / ۳۳٫۵۳۶۷°شمالی ۵۳٫۴۴۶۰°شرقی |        | ۳۴۰۱ |
| سرخ وسیاه               | ۳۳°۲۲′۰۸″شمالی ۵۴°۳۴′۰۵″شرقی / ۳۳٫۳۶۸۹°شمالی ۵۴٫۵۶۸۱°شرقی |        | ۳۴۰۲ |
| سرخشاد                  | ۳۳°۳۸′۵۹″شمالی ۵۳°۲۹′۴۰″شرقی / ۳۳٫۶۴۹۷°شمالی ۵۳٫۴۹۴۵°شرقی |        | ۳۴۰۳ |
| سرخه                    | ۳۳°۲۶′۱۲″شمالی ۵۳°۵۷′۳۹″شرقی / ۳۳٫۴۳۶۸°شمالی ۵۳٫۹۶۰۸°شرقی |        | ۳۴۰۴ |
| سرخه                    | ۳۳°۰۸′۳۹″شمالی ۵۳°۰۲′۵۵″شرقی / ۳۳٫۱۴۴۲°شمالی ۵۳٫۰۴۸۶°شرقی |        | ۳۴۰۵ |
| سرخه                    | ۳۲°۵۵′۲۴″شمالی ۵۳°۰۲′۵۳″شرقی / ۳۲٫۹۲۳۴°شمالی ۵۳٫۰۴۸۱°شرقی |        | ۳۴۰۶ |
| سرخو                    | ۳۳°۲۱′۰۰″شمالی ۵۳°۳۲′۰۶″شرقی / ۳۳٫۳۵۰۱°شمالی ۵۳٫۵۳۵۰°شرقی |        | ۳۴۰۷ |
| سرخو                    | ۳۳°۲۰′۴۲″شمالی ۵۳°۳۲′۵۹″شرقی / ۳۳٫۳۴۴۹°شمالی ۵۳٫۵۴۹۸°شرقی |        | ۳۴۰۸ |
| سرداب                   | ۳۲°۴۰′۳۸″شمالی ۵۳°۰۲′۲۳″شرقی / ۳۲٫۶۷۷۳°شمالی ۵۳٫۰۳۹۶°شرقی |        | ۳۴۰۹ |
| سردر                    | ۳۳°۲۱′۰۹″شمالی ۵۴°۲۶′۱۱″شرقی / ۳۳٫۳۵۲۴°شمالی ۵۴٫۴۳۶۴°شرقی |        | ۳۴۱۰ |
| سرشک                    | ۳۲°۴۰′۴۰″شمالی ۵۲°۵۴′۰۹″شرقی / ۳۲٫۶۷۷۸°شمالی ۵۲٫۹۰۲۴°شرقی |        | ۳۴۱۱ |
| سره                     | ۳۲°۴۶′۱۷″شمالی ۵۲°۵۰′۰۹″شرقی / ۳۲٫۷۷۱۳°شمالی ۵۲٫۸۳۵۷°شرقی |        | ۳۴۱۲ |
| سره بینو                | ۳۳°۳۰′۲۹″شمالی ۵۴°۳۰′۵۶″شرقی / ۳۳٫۵۰۸۱°شمالی ۵۴٫۵۱۵۵°شرقی |        | ۳۴۱۳ |
| سفید                    | ۳۳°۳۰′۱۱″شمالی ۵۴°۱۰′۵۰″شرقی / ۳۳٫۵۰۳۰°شمالی ۵۴٫۱۸۰۵°شرقی |        | ۳۴۱۴ |
| سفید                    | ۳۳°۲۴′۳۰″شمالی ۵۳°۵۲′۵۴″شرقی / ۳۳٫۴۰۸۴°شمالی ۵۳٫۸۸۱۸°شرقی |        | ۳۴۱۵ |
| سفید                    | ۳۳°۳۱′۱۸″شمالی ۵۳°۲۳′۲۱″شرقی / ۳۳٫۵۲۱۶°شمالی ۵۳٫۳۸۹۲°شرقی |        | ۳۴۱۶ |
| سفیدو                   | ۳۳°۳۸′۱۴″شمالی ۵۴°۲۷′۴۴″شرقی / ۳۳٫۶۳۷۱°شمالی ۵۴٫۴۶۲۲°شرقی |        | ۳۴۱۷ |
| سفیدو                   | ۳۳°۳۳′۳۰″شمالی ۵۴°۱۶′۰۱″شرقی / ۳۳٫۵۵۸۳°شمالی ۵۴٫۲۶۷۰°شرقی |        | ۳۴۱۸ |
| سلطان سیدمحمود          | ۳۲°۳۶′۰۷″شمالی ۵۳°۰۴′۴۹″شرقی / ۳۲٫۶۰۲۰°شمالی ۵۳٫۰۸۰۲°شرقی |        | ۳۴۱۹ |
| سندر                    | ۳۲°۴۴′۴۵″شمالی ۵۲°۴۸′۵۵″شرقی / ۳۲٫۷۴۵۸°شمالی ۵۲٫۸۱۵۳°شرقی |        | ۳۴۲۰ |
| سنگ آب آفتاب رو         | ۳۳°۱۸′۳۶″شمالی ۵۳°۵۱′۰۲″شرقی / ۳۳٫۳۱۰۱°شمالی ۵۳٫۸۵۰۶°شرقی |        | ۳۴۲۱ |
| سنگ آب آفتاب رو         | ۳۳°۱۸′۰۱″شمالی ۵۳°۵۰′۵۷″شرقی / ۳۳٫۳۰۰۴°شمالی ۵۳٫۸۴۹۳°شرقی |        | ۳۴۲۲ |
| سنگ تالون               | ۳۳°۲۶′۰۴″شمالی ۵۴°۲۵′۲۷″شرقی / ۳۳٫۴۳۴۵°شمالی ۵۴٫۴۲۴۳°شرقی |        | ۳۴۲۳ |
| سنگاب سرخ               | ۳۳°۵۱′۳۶″شمالی ۵۴°۱۴′۱۶″شرقی / ۳۳٫۸۵۹۹°شمالی ۵۴٫۲۳۷۹°شرقی |        | ۳۴۲۴ |
| سنگبر                   | ۳۳°۰۲′۲۱″شمالی ۵۳°۵۴′۱۷″شرقی / ۳۳٫۰۳۹۱°شمالی ۵۳٫۹۰۴۶°شرقی |        | ۳۴۲۵ |
| سنگرحسن                 | ۳۳°۳۰′۲۱″شمالی ۵۴°۲۸′۲۸″شرقی / ۳۳٫۵۰۵۸°شمالی ۵۴٫۴۷۴۴°شرقی |        | ۳۴۲۶ |
| سنگوقبرا                | ۳۳°۰۰′۴۹″شمالی ۵۳°۵۲′۵۵″شرقی / ۳۳٫۰۱۳۷°شمالی ۵۳٫۸۸۲۰°شرقی |        | ۳۴۲۷ |
| سورچه                   | ۳۲°۴۴′۴۱″شمالی ۵۳°۰۸′۱۷″شرقی / ۳۲٫۷۴۴۷°شمالی ۵۳٫۱۳۸۱°شرقی |        | ۳۴۲۸ |
| سورک                    | ۳۲°۴۴′۱۸″شمالی ۵۲°۵۱′۲۵″شرقی / ۳۲٫۷۳۸۳°شمالی ۵۲٫۸۵۷۰°شرقی |        | ۳۴۲۹ |
| سورنه                   | ۳۳°۳۰′۰۶″شمالی ۵۳°۲۲′۴۴″شرقی / ۳۳٫۵۰۱۸°شمالی ۵۳٫۳۷۸۸°شرقی |        | ۳۴۳۰ |
| سوند                    | ۳۲°۳۹′۵۱″شمالی ۵۳°۰۸′۳۱″شرقی / ۳۲٫۶۶۴۲°شمالی ۵۳٫۱۴۲۰°شرقی |        | ۳۴۳۱ |
| سیاه                    | ۳۳°۲۲′۴۱″شمالی ۵۴°۱۴′۳۷″شرقی / ۳۳٫۳۷۸۰°شمالی ۵۴٫۲۴۳۷°شرقی |        | ۳۴۳۲ |
| سیاه                    | ۳۳°۲۳′۲۸″شمالی ۵۴°۱۵′۴۰″شرقی / ۳۳٫۳۹۱۰°شمالی ۵۴٫۲۶۱۲°شرقی |        | ۳۴۳۳ |
| سیاه                    | ۳۳°۲۲′۰۲″شمالی ۵۴°۱۷′۲۷″شرقی / ۳۳٫۳۶۷۲°شمالی ۵۴٫۲۹۰۸°شرقی |        | ۳۴۳۴ |
| سیاه                    | ۳۳°۰۴′۲۵″شمالی ۵۲°۴۷′۵۱″شرقی / ۳۳٫۰۷۳۵°شمالی ۵۲٫۷۹۷۶°شرقی |        | ۳۴۳۵ |
| سیاه                    | ۳۳°۰۱′۲۰″شمالی ۵۲°۵۰′۱۱″شرقی / ۳۳٫۰۲۲۱°شمالی ۵۲٫۸۳۶۳°شرقی |        | ۳۴۳۶ |
| سیاه                    | ۳۲°۴۲′۰۱″شمالی ۵۲°۵۷′۱۱″شرقی / ۳۲٫۷۰۰۴°شمالی ۵۲٫۹۵۳۱°شرقی |        | ۳۴۳۷ |
| سیاه                    | ۳۲°۴۳′۲۵″شمالی ۵۲°۵۰′۳۴″شرقی / ۳۲٫۷۲۳۶°شمالی ۵۲٫۸۴۲۹°شرقی |        | ۳۴۳۸ |
| سیاه بینه               | ۳۲°۳۹′۴۰″شمالی ۵۳°۰۱′۰۱″شرقی / ۳۲٫۶۶۱۲°شمالی ۵۳٫۰۱۷۰°شرقی |        | ۳۴۳۹ |
| سیاه پشته بالا          | ۳۳°۲۷′۵۲″شمالی ۵۳°۵۹′۱۹″شرقی / ۳۳٫۴۶۴۵°شمالی ۵۳٫۹۸۸۵°شرقی |        | ۳۴۴۰ |
| سیاه کوه                | ۳۲°۴۹′۱۵″شمالی ۵۲°۵۱′۴۸″شرقی / ۳۲٫۸۲۰۸°شمالی ۵۲٫۸۶۳۳°شرقی |        | ۳۴۴۱ |
| سیاه کوهی               | ۳۲°۴۸′۱۴″شمالی ۵۲°۵۰′۳۹″شرقی / ۳۲٫۸۰۴۰°شمالی ۵۲٫۸۴۴۱°شرقی |        | ۳۴۴۲ |
| سیائو                   | ۳۳°۲۹′۴۶″شمالی ۵۴°۲۹′۲۰″شرقی / ۳۳٫۴۹۶۰°شمالی ۵۴٫۴۸۸۸°شرقی |        | ۳۴۴۳ |
| سیائو                   | ۳۳°۲۷′۲۷″شمالی ۵۴°۳۳′۳۸″شرقی / ۳۳٫۴۵۷۴°شمالی ۵۴٫۵۶۰۶°شرقی |        | ۳۴۴۴ |
| سیل چو                  | ۳۳°۲۵′۳۸″شمالی ۵۳°۲۷′۱۵″شرقی / ۳۳٫۴۲۷۱°شمالی ۵۳٫۴۵۴۳°شرقی |        | ۳۴۴۵ |
| سیل چو                  | ۳۳°۲۵′۱۰″شمالی ۵۳°۲۷′۳۱″شرقی / ۳۳٫۴۱۹۴°شمالی ۵۳٫۴۵۸۶°شرقی |        | ۳۴۴۶ |
| شاه کوه                 | ۳۲°۵۰′۰۳″شمالی ۵۲°۳۹′۵۳″شرقی / ۳۲٫۸۳۴۳°شمالی ۵۲٫۶۶۴۶°شرقی |        | ۳۴۴۷ |
| شمش زرد                 | ۳۲°۴۰′۳۳″شمالی ۵۲°۵۴′۵۴″شرقی / ۳۲٫۶۷۵۸°شمالی ۵۲٫۹۱۵۱°شرقی |        | ۳۴۴۸ |
| شمش کمرسره              | ۳۲°۳۷′۰۵″شمالی ۵۳°۰۳′۵۵″شرقی / ۳۲٫۶۱۸۰°شمالی ۵۳٫۰۶۵۳°شرقی |        | ۳۴۴۹ |
| شمشه                    | ۳۲°۳۹′۲۵″شمالی ۵۳°۰۸′۴۶″شرقی / ۳۲٫۶۵۶۹°شمالی ۵۳٫۱۴۶۲°شرقی |        | ۳۴۵۰ |
| شیرازکوه                | ۳۲°۳۴′۱۸″شمالی ۵۲°۵۷′۴۶″شرقی / ۳۲٫۵۷۱۸°شمالی ۵۲٫۹۶۲۹°شرقی |        | ۳۴۵۱ |
| صیادا                   | ۳۳°۳۱′۱۹″شمالی ۵۴°۱۱′۱۴″شرقی / ۳۳٫۵۲۲۰°شمالی ۵۴٫۱۸۷۲°شرقی |        | ۳۴۵۲ |
| عباس‌آباد                | ۳۳°۲۸′۴۹″شمالی ۵۴°۲۵′۲۱″شرقی / ۳۳٫۴۸۰۴°شمالی ۵۴٫۴۲۲۶°شرقی |        | ۳۴۵۳ |
| عباس‌آباد                | ۳۳°۳۰′۱۴″شمالی ۵۴°۲۵′۳۶″شرقی / ۳۳٫۵۰۳۸°شمالی ۵۴٫۴۲۶۷°شرقی |        | ۳۴۵۴ |
| عرب آباد                | ۳۳°۲۴′۰۹″شمالی ۵۴°۱۸′۱۱″شرقی / ۳۳٫۴۰۲۴°شمالی ۵۴٫۳۰۳۰°شرقی |        | ۳۴۵۵ |
| عروسان                  | ۳۳°۱۴′۱۵″شمالی ۵۳°۴۴′۳۸″شرقی / ۳۳٫۲۳۷۵°شمالی ۵۳٫۷۴۴۰°شرقی |        | ۳۴۵۶ |
| عروسان                  | ۳۳°۱۲′۵۹″شمالی ۵۳°۴۵′۰۲″شرقی / ۳۳٫۲۱۶۴°شمالی ۵۳٫۷۵۰۶°شرقی |        | ۳۴۵۷ |
| علم                     | ۳۳°۳۵′۰۹″شمالی ۵۳°۴۶′۲۳″شرقی / ۳۳٫۵۸۵۷°شمالی ۵۳٫۷۷۳۰°شرقی |        | ۳۴۵۸ |
| علو                     | ۳۲°۴۹′۱۱″شمالی ۵۲°۵۰′۳۴″شرقی / ۳۲٫۸۱۹۷°شمالی ۵۲٫۸۴۲۸°شرقی |        | ۳۴۵۹ |
| علی خانو                | ۳۳°۲۶′۴۱″شمالی ۵۳°۲۹′۴۵″شرقی / ۳۳٫۴۴۴۷°شمالی ۵۳٫۴۹۵۸°شرقی |        | ۳۴۶۰ |
| علی دبه                 | ۳۳°۲۵′۳۰″شمالی ۵۴°۳۳′۱۵″شرقی / ۳۳٫۴۲۵۱°شمالی ۵۴٫۵۵۴۱°شرقی |        | ۳۴۶۱ |
| فهیه                    | ۳۲°۴۰′۴۲″شمالی ۵۲°۵۶′۳۸″شرقی / ۳۲٫۶۷۸۲°شمالی ۵۲٫۹۴۴۰°شرقی |        | ۳۴۶۲ |
| فیروزه                  | ۳۳°۲۸′۱۸″شمالی ۵۴°۲۷′۱۵″شرقی / ۳۳٫۴۷۱۸°شمالی ۵۴٫۴۵۴۲°شرقی |        | ۳۴۶۳ |
| فیض آباد                | ۳۲°۴۹′۵۲″شمالی ۵۲°۵۶′۴۵″شرقی / ۳۲٫۸۳۱۰°شمالی ۵۲٫۹۴۵۹°شرقی |        | ۳۴۶۴ |
| قاسم علی                | ۳۳°۳۷′۳۳″شمالی ۵۳°۲۹′۴۲″شرقی / ۳۳٫۶۲۵۷°شمالی ۵۳٫۴۹۴۹°شرقی |        | ۳۴۶۵ |
| قاسمو                   | ۳۲°۳۹′۱۰″شمالی ۵۲°۵۵′۴۲″شرقی / ۳۲٫۶۵۲۹°شمالی ۵۲٫۹۲۸۳°شرقی |        | ۳۴۶۶ |
| قاش گون                 | ۳۲°۴۰′۳۳″شمالی ۵۲°۵۶′۱۴″شرقی / ۳۲٫۶۷۵۷°شمالی ۵۲٫۹۳۷۳°شرقی |        | ۳۴۶۷ |
| قبرپیرزن                | ۳۳°۴۰′۵۷″شمالی ۵۴°۲۶′۲۷″شرقی / ۳۳٫۶۸۲۴°شمالی ۵۴٫۴۴۰۸°شرقی |        | ۳۴۶۸ |
| قبله                    | ۳۳°۲۷′۵۹″شمالی ۵۳°۲۶′۰۳″شرقی / ۳۳٫۴۶۶۴°شمالی ۵۳٫۴۳۴۳°شرقی |        | ۳۴۶۹ |
| قری                     | ۳۳°۰۷′۳۶″شمالی ۵۳°۰۰′۰۱″شرقی / ۳۳٫۱۲۶۷°شمالی ۵۳٫۰۰۰۴°شرقی |        | ۳۴۷۰ |
| قلعه                    | ۳۳°۰۴′۴۴″شمالی ۵۲°۵۶′۲۳″شرقی / ۳۳٫۰۷۹۰°شمالی ۵۲٫۹۳۹۶°شرقی |        | ۳۴۷۱ |
| قلعه بزرگ               | ۳۳°۳۳′۱۰″شمالی ۵۳°۵۰′۲۷″شرقی / ۳۳٫۵۵۲۹°شمالی ۵۳٫۸۴۰۸°شرقی |        | ۳۴۷۲ |
| قلعه بلبل حسنو          | ۳۳°۲۸′۵۷″شمالی ۵۴°۲۹′۱۰″شرقی / ۳۳٫۴۸۲۶°شمالی ۵۴٫۴۸۶۰°شرقی |        | ۳۴۷۳ |
| قلعه نخلک               | ۳۳°۳۲′۱۳″شمالی ۵۳°۵۰′۴۶″شرقی / ۳۳٫۵۳۶۹°شمالی ۵۳٫۸۴۶۱°شرقی |        | ۳۴۷۴ |
| قله طلار                | ۳۳°۲۷′۳۵″شمالی ۵۴°۲۰′۲۳″شرقی / ۳۳٫۴۵۹۶°شمالی ۵۴٫۳۳۹۶°شرقی |        | ۳۴۷۵ |
| کاجستان                 | ۳۲°۵۲′۳۸″شمالی ۵۲°۳۶′۳۶″شرقی / ۳۲٫۸۷۷۳°شمالی ۵۲٫۶۱۰۰°شرقی |        | ۳۴۷۶ |
| کاچی                    | ۳۲°۴۲′۱۴″شمالی ۵۳°۰۰′۵۴″شرقی / ۳۲٫۷۰۴۰°شمالی ۵۳٫۰۱۵۰°شرقی |        | ۳۴۷۷ |
| کاسه گا                 | ۳۳°۳۹′۲۴″شمالی ۵۴°۲۸′۴۲″شرقی / ۳۳٫۶۵۶۸°شمالی ۵۴٫۴۷۸۳°شرقی |        | ۳۴۷۸ |
| کال چهکا                | ۳۳°۳۱′۲۰″شمالی ۵۴°۱۵′۳۸″شرقی / ۳۳٫۵۲۲۱°شمالی ۵۴٫۲۶۰۵°شرقی |        | ۳۴۷۹ |
| کال کافی                | ۳۳°۲۵′۴۷″شمالی ۵۴°۱۴′۱۶″شرقی / ۳۳٫۴۲۹۷°شمالی ۵۴٫۲۳۷۷°شرقی |        | ۳۴۸۰ |
| کبودان                  | ۳۳°۲۵′۱۳″شمالی ۵۴°۲۶′۱۲″شرقی / ۳۳٫۴۲۰۳°شمالی ۵۴٫۴۳۶۶°شرقی |        | ۳۴۸۱ |
| کپ حلوائی               | ۳۳°۰۸′۵۲″شمالی ۵۳°۵۲′۳۹″شرقی / ۳۳٫۱۴۷۹°شمالی ۵۳٫۸۷۷۴°شرقی |        | ۳۴۸۲ |
| کج‌کلاه                  | ۳۳°۳۲′۵۷″شمالی ۵۴°۱۱′۱۷″شرقی / ۳۳٫۵۴۹۳°شمالی ۵۴٫۱۸۸۰°شرقی |        | ۳۴۸۳ |
| کس                      | ۳۲°۴۱′۴۲″شمالی ۵۳°۰۲′۰۰″شرقی / ۳۲٫۶۹۵۰°شمالی ۵۳٫۰۳۳۳°شرقی |        | ۳۴۸۴ |
| کشکی                    | ۳۳°۲۹′۲۷″شمالی ۵۴°۱۶′۳۲″شرقی / ۳۳٫۴۹۰۷°شمالی ۵۴٫۲۷۵۵°شرقی |        | ۳۴۸۵ |
| کفتاری                  | ۳۳°۵۲′۴۲″شمالی ۵۳°۰۸′۰۶″شرقی / ۳۳٫۸۷۸۲°شمالی ۵۳٫۱۳۵۱°شرقی |        | ۳۴۸۶ |
| کفتاری                  | ۳۳°۵۱′۵۰″شمالی ۵۳°۰۸′۰۱″شرقی / ۳۳٫۸۶۳۹°شمالی ۵۳٫۱۳۳۵°شرقی |        | ۳۴۸۷ |
| کفتری                   | ۳۲°۵۵′۵۸″شمالی ۵۳°۰۳′۴۶″شرقی / ۳۲٫۹۳۲۷°شمالی ۵۳٫۰۶۲۷°شرقی |        | ۳۴۸۸ |
| کلاغ                    | ۳۳°۱۱′۲۹″شمالی ۵۳°۴۴′۲۴″شرقی / ۳۳٫۱۹۱۳°شمالی ۵۳٫۷۴۰۱°شرقی |        | ۳۴۸۹ |
| کلاغ                    | ۳۳°۱۰′۴۱″شمالی ۵۳°۴۳′۲۵″شرقی / ۳۳٫۱۷۸۰°شمالی ۵۳٫۷۲۳۷°شرقی |        | ۳۴۹۰ |
| کلاغ                    | ۳۳°۱۲′۱۷″شمالی ۵۳°۴۵′۱۴″شرقی / ۳۳٫۲۰۴۶°شمالی ۵۳٫۷۵۴۰°شرقی |        | ۳۴۹۱ |
| کلاغ                    | ۳۲°۴۱′۵۵″شمالی ۵۳°۰۵′۰۴″شرقی / ۳۲٫۶۹۸۶°شمالی ۵۳٫۰۸۴۴°شرقی |        | ۳۴۹۲ |
| کلاه شیره               | ۳۲°۵۰′۱۸″شمالی ۵۲°۴۶′۱۶″شرقی / ۳۲٫۸۳۸۴°شمالی ۵۲٫۷۷۱۱°شرقی |        | ۳۴۹۳ |
| کلباعلی                 | ۳۲°۵۰′۵۷″شمالی ۵۲°۳۸′۰۷″شرقی / ۳۲٫۸۴۹۳°شمالی ۵۲٫۶۳۵۴°شرقی |        | ۳۴۹۴ |
| کله پهن                 | ۳۲°۳۹′۵۳″شمالی ۵۳°۰۹′۰۴″شرقی / ۳۲٫۶۶۴۶°شمالی ۵۳٫۱۵۱۲°شرقی |        | ۳۴۹۵ |
| کله پهنو                | ۳۳°۳۳′۲۳″شمالی ۵۴°۱۳′۵۱″شرقی / ۳۳٫۵۵۶۳°شمالی ۵۴٫۲۳۰۷°شرقی |        | ۳۴۹۶ |
| کله حاج باقری           | ۳۳°۱۴′۳۵″شمالی ۵۳°۴۸′۳۳″شرقی / ۳۳٫۲۴۳۱°شمالی ۵۳٫۸۰۹۳°شرقی |        | ۳۴۹۷ |
| کله زردعروسون           | ۳۳°۲۶′۰۱″شمالی ۵۴°۲۱′۱۳″شرقی / ۳۳٫۴۳۳۷°شمالی ۵۴٫۳۵۳۵°شرقی |        | ۳۴۹۸ |
| کله قندی                | ۳۳°۲۱′۲۲″شمالی ۵۴°۱۷′۱۹″شرقی / ۳۳٫۳۵۶۱°شمالی ۵۴٫۲۸۸۶°شرقی |        | ۳۴۹۹ |
| کله قندی                | ۳۳°۳۲′۱۰″شمالی ۵۴°۱۱′۴۰″شرقی / ۳۳٫۵۳۶۱°شمالی ۵۴٫۱۹۴۴°شرقی |        | ۳۵۰۰ |
| کله گله                 | ۳۳°۳۱′۳۱″شمالی ۵۳°۲۴′۵۵″شرقی / ۳۳٫۵۲۵۲°شمالی ۵۳٫۴۱۵۳°شرقی |        | ۳۵۰۱ |
| کله مرگه                | ۳۳°۰۸′۰۷″شمالی ۵۳°۴۸′۴۷″شرقی / ۳۳٫۱۳۵۲°شمالی ۵۳٫۸۱۳۰°شرقی |        | ۳۵۰۲ |
| کلوت                    | ۳۳°۳۳′۰۱″شمالی ۵۴°۱۴′۱۶″شرقی / ۳۳٫۵۵۰۲°شمالی ۵۴٫۲۳۷۷°شرقی |        | ۳۵۰۳ |
| کلوت تخت سرخ            | ۳۳°۴۵′۵۰″شمالی ۵۳°۲۵′۴۷″شرقی / ۳۳٫۷۶۳۸°شمالی ۵۳٫۴۲۹۷°شرقی |        | ۳۵۰۴ |
| کلوت تخت سرخ            | ۳۳°۴۶′۵۰″شمالی ۵۳°۲۵′۰۸″شرقی / ۳۳٫۷۸۰۵°شمالی ۵۳٫۴۱۹۰°شرقی |        | ۳۵۰۵ |
| کلوت تخت سرخ            | ۳۳°۴۵′۴۴″شمالی ۵۳°۲۳′۳۸″شرقی / ۳۳٫۷۶۲۲°شمالی ۵۳٫۳۹۴۰°شرقی |        | ۳۵۰۶ |
| کلوت تخت سرخ            | ۳۳°۴۷′۰۰″شمالی ۵۳°۲۳′۰۶″شرقی / ۳۳٫۷۸۳۲°شمالی ۵۳٫۳۸۵۰°شرقی |        | ۳۵۰۷ |
| کلوت تخت سرخ            | ۳۳°۴۶′۴۹″شمالی ۵۳°۲۱′۲۸″شرقی / ۳۳٫۷۸۰۴°شمالی ۵۳٫۳۵۷۷°شرقی |        | ۳۵۰۸ |
| کلوت تخت سرخ            | ۳۳°۴۷′۰۰″شمالی ۵۳°۱۹′۴۳″شرقی / ۳۳٫۷۸۳۲°شمالی ۵۳٫۳۲۸۶°شرقی |        | ۳۵۰۹ |
| کلوت تخت سرخ            | ۳۳°۴۷′۲۴″شمالی ۵۳°۱۷′۱۵″شرقی / ۳۳٫۷۸۹۹°شمالی ۵۳٫۲۸۷۶°شرقی |        | ۳۵۱۰ |
| کلوت تخت سرخ            | ۳۳°۴۷′۵۱″شمالی ۵۳°۱۵′۵۳″شرقی / ۳۳٫۷۹۷۶°شمالی ۵۳٫۲۶۴۷°شرقی |        | ۳۵۱۱ |
| کلوت چاه زرد            | ۳۲°۳۶′۴۵″شمالی ۵۳°۰۰′۵۹″شرقی / ۳۲٫۶۱۲۶°شمالی ۵۳٫۰۱۶۳°شرقی |        | ۳۵۱۲ |
| کلوت چاه لر             | ۳۳°۰۴′۴۳″شمالی ۵۲°۵۳′۳۷″شرقی / ۳۳٫۰۷۸۶°شمالی ۵۲٫۸۹۳۷°شرقی |        | ۳۵۱۳ |
| کلوت چاه میرزا          | ۳۳°۴۷′۱۰″شمالی ۵۳°۱۰′۴۵″شرقی / ۳۳٫۷۸۶۰°شمالی ۵۳٫۱۷۹۳°شرقی |        | ۳۵۱۴ |
| کلوت چاه نو             | ۳۲°۳۵′۲۹″شمالی ۵۳°۰۲′۱۹″شرقی / ۳۲٫۵۹۱۴°شمالی ۵۳٫۰۳۸۵°شرقی |        | ۳۵۱۵ |
| کلوت چشمه علو           | ۳۲°۳۶′۰۶″شمالی ۵۳°۰۳′۱۹″شرقی / ۳۲٫۶۰۱۸°شمالی ۵۳٫۰۵۵۳°شرقی |        | ۳۵۱۶ |
| کلوت خانه خره           | ۳۳°۱۰′۵۶″شمالی ۵۳°۰۰′۴۱″شرقی / ۳۳٫۱۸۲۳°شمالی ۵۳٫۰۱۱۴°شرقی |        | ۳۵۱۷ |
| کلوت خونی               | ۳۲°۳۴′۳۵″شمالی ۵۳°۰۳′۱۵″شرقی / ۳۲٫۵۷۶۴°شمالی ۵۳٫۰۵۴۲°شرقی |        | ۳۵۱۸ |
| کلوت رونه               | ۳۳°۵۷′۱۳″شمالی ۵۴°۰۹′۱۳″شرقی / ۳۳٫۹۵۳۷°شمالی ۵۴٫۱۵۳۷°شرقی |        | ۳۵۱۹ |
| کلوت ریزآب مریم         | ۳۳°۴۹′۲۸″شمالی ۵۳°۰۹′۴۹″شرقی / ۳۳٫۸۲۴۴°شمالی ۵۳٫۱۶۳۵°شرقی |        | ۳۵۲۰ |
| کلوت ریزآب مریم         | ۳۳°۴۸′۱۲″شمالی ۵۳°۱۰′۳۴″شرقی / ۳۳٫۸۰۳۳°شمالی ۵۳٫۱۷۶۰°شرقی |        | ۳۵۲۱ |
| کلوت زیرتخت سرخ         | ۳۳°۵۱′۳۲″شمالی ۵۳°۱۸′۲۴″شرقی / ۳۳٫۸۵۸۸°شمالی ۵۳٫۳۰۶۸°شرقی |        | ۳۵۲۲ |
| کلوت زیرتخت سرخ         | ۳۳°۴۹′۱۲″شمالی ۵۳°۱۹′۴۱″شرقی / ۳۳٫۸۲۰۰°شمالی ۵۳٫۳۲۸۱°شرقی |        | ۳۵۲۳ |
| کلوت سنجدو              | ۳۲°۳۶′۰۶″شمالی ۵۳°۰۶′۲۸″شرقی / ۳۲٫۶۰۱۷°شمالی ۵۳٫۱۰۷۸°شرقی |        | ۳۵۲۴ |
| کلوت سیاه               | ۳۳°۰۲′۳۳″شمالی ۵۴°۱۸′۰۹″شرقی / ۳۳٫۰۴۲۴°شمالی ۵۴٫۳۰۲۵°شرقی |        | ۳۵۲۵ |
| کلوت قاسم وزیر          | ۳۲°۵۲′۵۱″شمالی ۵۳°۵۸′۱۲″شرقی / ۳۲٫۸۸۰۹°شمالی ۵۳٫۹۷۰۱°شرقی |        | ۳۵۲۶ |
| کلوت قاسم وزیر          | ۳۲°۵۱′۵۷″شمالی ۵۳°۵۸′۲۶″شرقی / ۳۲٫۸۶۵۸°شمالی ۵۳٫۹۷۳۸°شرقی |        | ۳۵۲۷ |
| کلوت قاسم وزیر          | ۳۲°۵۲′۱۷″شمالی ۵۴°۰۰′۰۹″شرقی / ۳۲٫۸۷۱۴°شمالی ۵۴٫۰۰۲۶°شرقی |        | ۳۵۲۸ |
| کلوت قندهاری            | ۳۳°۳۴′۴۳″شمالی ۵۳°۲۳′۰۲″شرقی / ۳۳٫۵۷۸۷°شمالی ۵۳٫۳۸۳۸°شرقی |        | ۳۵۲۹ |
| کلوت قندهاری            | ۳۳°۳۵′۲۴″شمالی ۵۳°۲۲′۰۱″شرقی / ۳۳٫۵۹۰۰°شمالی ۵۳٫۳۶۷۰°شرقی |        | ۳۵۳۰ |
| کلوت کاته               | ۳۳°۱۹′۱۲″شمالی ۵۳°۲۸′۳۸″شرقی / ۳۳٫۳۲۰۱°شمالی ۵۳٫۴۷۷۱°شرقی |        | ۳۵۳۱ |
| کلوت کاته               | ۳۳°۱۸′۰۸″شمالی ۵۳°۲۸′۳۱″شرقی / ۳۳٫۳۰۲۲°شمالی ۵۳٫۴۷۵۴°شرقی |        | ۳۵۳۲ |
| کلوت کاته               | ۳۳°۱۸′۳۵″شمالی ۵۳°۲۷′۵۱″شرقی / ۳۳٫۳۰۹۷°شمالی ۵۳٫۴۶۴۱°شرقی |        | ۳۵۳۳ |
| کلوت کاته               | ۳۳°۱۷′۴۲″شمالی ۵۳°۲۹′۱۶″شرقی / ۳۳٫۲۹۵۱°شمالی ۵۳٫۴۸۷۸°شرقی |        | ۳۵۳۴ |
| کلوت کاته               | ۳۳°۱۸′۴۵″شمالی ۵۳°۳۰′۲۴″شرقی / ۳۳٫۳۱۲۶°شمالی ۵۳٫۵۰۶۸°شرقی |        | ۳۵۳۵ |
| کلوت کاته               | ۳۳°۱۸′۳۹″شمالی ۵۳°۳۱′۴۴″شرقی / ۳۳٫۳۱۰۸°شمالی ۵۳٫۵۲۸۹°شرقی |        | ۳۵۳۶ |
| کلوت کاته               | ۳۳°۱۸′۱۳″شمالی ۵۳°۳۲′۳۹″شرقی / ۳۳٫۳۰۳۷°شمالی ۵۳٫۵۴۴۱°شرقی |        | ۳۵۳۷ |
| کلوت کاته               | ۳۳°۱۷′۵۰″شمالی ۵۳°۳۰′۲۰″شرقی / ۳۳٫۲۹۷۳°شمالی ۵۳٫۵۰۵۶°شرقی |        | ۳۵۳۸ |
| کلوت گره                | ۳۳°۴۳′۱۹″شمالی ۵۳°۲۳′۱۳″شرقی / ۳۳٫۷۲۱۹°شمالی ۵۳٫۳۸۷۰°شرقی |        | ۳۵۳۹ |
| کلوت گره                | ۳۳°۴۲′۲۳″شمالی ۵۳°۱۹′۱۰″شرقی / ۳۳٫۷۰۶۳°شمالی ۵۳٫۳۱۹۴°شرقی |        | ۳۵۴۰ |
| کلوت معلی               | ۳۳°۲۴′۴۲″شمالی ۵۳°۵۴′۲۰″شرقی / ۳۳٫۴۱۱۶°شمالی ۵۳٫۹۰۵۵°شرقی |        | ۳۵۴۱ |
| کلوت معلی               | ۳۳°۲۵′۲۴″شمالی ۵۳°۵۱′۳۵″شرقی / ۳۳٫۴۲۳۲°شمالی ۵۳٫۸۵۹۶°شرقی |        | ۳۵۴۲ |
| کلوت‌های معدن چاه سفید   | ۳۳°۳۵′۱۴″شمالی ۵۳°۲۹′۳۵″شرقی / ۳۳٫۵۸۷۱°شمالی ۵۳٫۴۹۳۰°شرقی |        | ۳۵۴۳ |
| کلوتهای مزرعچه          | ۳۲°۳۶′۳۸″شمالی ۵۳°۰۸′۲۳″شرقی / ۳۲٫۶۱۰۶°شمالی ۵۳٫۱۳۹۸°شرقی |        | ۳۵۴۴ |
| کلیزه                   | ۳۲°۵۳′۲۴″شمالی ۵۳°۰۶′۵۰″شرقی / ۳۲٫۸۹۰۰°شمالی ۵۳٫۱۱۳۸°شرقی |        | ۳۵۴۵ |
| کورند                   | ۳۳°۳۰′۳۴″شمالی ۵۴°۳۲′۰۰″شرقی / ۳۳٫۵۰۹۵°شمالی ۵۴٫۵۳۳۲°شرقی |        | ۳۵۴۶ |
| کوشیر                   | ۳۳°۰۹′۲۰″شمالی ۵۲°۵۹′۲۸″شرقی / ۳۳٫۱۵۵۶°شمالی ۵۲٫۹۹۱۲°شرقی |        | ۳۵۴۷ |
| کوله تاقو               | ۳۳°۵۷′۲۹″شمالی ۵۴°۰۸′۰۹″شرقی / ۳۳٫۹۵۸۰°شمالی ۵۴٫۱۳۵۸°شرقی |        | ۳۵۴۸ |
| کولوپ سیاه              | ۳۳°۲۳′۱۰″شمالی ۵۴°۳۲′۵۰″شرقی / ۳۳٫۳۸۶۱°شمالی ۵۴٫۵۴۷۳°شرقی |        | ۳۵۴۹ |
| کولوت آبکم              | ۳۳°۲۰′۵۰″شمالی ۵۴°۲۳′۵۲″شرقی / ۳۳٫۳۴۷۱°شمالی ۵۴٫۳۹۷۷°شرقی |        | ۳۵۵۰ |
| کولوت بونیگو            | ۳۳°۵۱′۰۶″شمالی ۵۴°۰۹′۴۳″شرقی / ۳۳٫۸۵۱۸°شمالی ۵۴٫۱۶۱۹°شرقی |        | ۳۵۵۱ |
| کولوت پایین چشمه شیرینه | ۳۳°۱۷′۲۵″شمالی ۵۴°۱۷′۵۹″شرقی / ۳۳٫۲۹۰۲°شمالی ۵۴٫۲۹۹۶°شرقی |        | ۳۵۵۲ |
| کولوت سبز               | ۳۳°۱۹′۱۵″شمالی ۵۴°۱۷′۴۷″شرقی / ۳۳٫۳۲۰۷°شمالی ۵۴٫۲۹۶۴°شرقی |        | ۳۵۵۳ |
| کولوت نیگو              | ۳۳°۴۹′۴۸″شمالی ۵۴°۱۲′۲۳″شرقی / ۳۳٫۸۳۰۱°شمالی ۵۴٫۲۰۶۵°شرقی |        | ۳۵۵۴ |
| کوه سیاه پشته پایین     | ۳۳°۳۱′۱۲″شمالی ۵۳°۵۸′۰۷″شرقی / ۳۳٫۵۲۰۱°شمالی ۵۳٫۹۶۸۷°شرقی |        | ۳۵۵۵ |
| کیره کوچک               | ۳۲°۳۴′۴۳″شمالی ۵۳°۰۴′۳۶″شرقی / ۳۲٫۵۷۸۶°شمالی ۵۳٫۰۷۶۶°شرقی |        | ۳۵۵۶ |
| کیله                    | ۳۳°۳۹′۲۹″شمالی ۵۳°۳۰′۵۱″شرقی / ۳۳٫۶۵۸۱°شمالی ۵۳٫۵۱۴۱°شرقی |        | ۳۵۵۷ |
| گدارریزومهراجی          | ۳۳°۱۱′۵۴″شمالی ۵۴°۰۲′۲۷″شرقی / ۳۳٫۱۹۸۲°شمالی ۵۴٫۰۴۰۷°شرقی |        | ۳۵۵۸ |
| گرگاسه                  | ۳۳°۲۷′۰۶″شمالی ۵۳°۲۹′۰۲″شرقی / ۳۳٫۴۵۱۶°شمالی ۵۳٫۴۸۳۸°شرقی |        | ۳۵۵۹ |
| گرگی                    | ۳۳°۱۴′۴۶″شمالی ۵۳°۴۴′۳۴″شرقی / ۳۳٫۲۴۶۰°شمالی ۵۳٫۷۴۲۹°شرقی |        | ۳۵۶۰ |
| گرگی                    | ۳۳°۱۵′۰۳″شمالی ۵۳°۴۴′۴۲″شرقی / ۳۳٫۲۵۰۷°شمالی ۵۳٫۷۴۴۹°شرقی |        | ۳۵۶۱ |
| گرگین                   | ۳۳°۲۳′۴۰″شمالی ۵۴°۳۸′۵۴″شرقی / ۳۳٫۳۹۴۵°شمالی ۵۴٫۶۴۸۴°شرقی |        | ۳۵۶۲ |
| گره                     | ۳۲°۵۲′۴۰″شمالی ۵۳°۰۸′۵۶″شرقی / ۳۲٫۸۷۷۹°شمالی ۵۳٫۱۴۹۰°شرقی |        | ۳۵۶۳ |
| گره‌های تخت سرخ          | ۳۳°۴۹′۲۷″شمالی ۵۳°۲۲′۴۰″شرقی / ۳۳٫۸۲۴۲°شمالی ۵۳٫۳۷۷۸°شرقی |        | ۳۵۶۴ |
| گره‌های سفید             | ۳۳°۴۷′۵۵″شمالی ۵۳°۱۴′۳۲″شرقی / ۳۳٫۷۹۸۵°شمالی ۵۳٫۲۴۲۳°شرقی |        | ۳۵۶۵ |
| گره‌های سفید             | ۳۳°۴۸′۱۰″شمالی ۵۳°۱۵′۰۰″شرقی / ۳۳٫۸۰۲۹°شمالی ۵۳٫۲۴۹۹°شرقی |        | ۳۵۶۶ |
| گزلانه بزرگ             | ۳۲°۴۰′۳۶″شمالی ۵۳°۰۷′۰۰″شرقی / ۳۲٫۶۷۶۷°شمالی ۵۳٫۱۱۶۷°شرقی |        | ۳۵۶۷ |
| گزلانه کوچک             | ۳۲°۴۱′۳۲″شمالی ۵۳°۰۶′۰۹″شرقی / ۳۲٫۶۹۲۲°شمالی ۵۳٫۱۰۲۴°شرقی |        | ۳۵۶۸ |
| گله مرگه                | ۳۳°۰۶′۴۸″شمالی ۵۳°۴۷′۵۷″شرقی / ۳۳٫۱۱۳۲°شمالی ۵۳٫۷۹۹۱°شرقی |        | ۳۵۶۹ |
| گنبدشیطون               | ۳۳°۳۰′۵۱″شمالی ۵۴°۱۵′۳۴″شرقی / ۳۳٫۵۱۴۳°شمالی ۵۴٫۲۵۹۴°شرقی |        | ۳۵۷۰ |
| گورخری                  | ۳۳°۰۲′۲۱″شمالی ۵۴°۰۹′۵۴″شرقی / ۳۳٫۰۳۹۲°شمالی ۵۴٫۱۶۵۱°شرقی |        | ۳۵۷۱ |
| گوره برنج               | ۳۴°۰۷′۴۰″شمالی ۵۴°۰۵′۱۹″شرقی / ۳۴٫۱۲۷۷°شمالی ۵۴٫۰۸۸۶°شرقی |        | ۳۵۷۲ |
| گوره برنج               | ۳۴°۰۶′۴۳″شمالی ۵۴°۰۴′۲۷″شرقی / ۳۴٫۱۱۱۹°شمالی ۵۴٫۰۷۴۳°شرقی |        | ۳۵۷۳ |
| گوره دم عبدالله         | ۳۳°۲۹′۰۳″شمالی ۵۳°۱۷′۲۴″شرقی / ۳۳٫۴۸۴۳°شمالی ۵۳٫۲۹۰۰°شرقی |        | ۳۵۷۴ |
| گوره غلامعلی            | ۳۳°۳۸′۳۷″شمالی ۵۳°۱۷′۵۴″شرقی / ۳۳٫۶۴۳۷°شمالی ۵۳٫۲۹۸۴°شرقی |        | ۳۵۷۵ |
| گوره گردنه باریکه       | ۳۳°۴۱′۲۳″شمالی ۵۳°۱۱′۰۰″شرقی / ۳۳٫۶۸۹۸°شمالی ۵۳٫۱۸۳۴°شرقی |        | ۳۵۷۶ |
| گوره‌های باغوسرخه        | ۳۳°۱۶′۵۸″شمالی ۵۴°۰۸′۴۸″شرقی / ۳۳٫۲۸۲۸°شمالی ۵۴٫۱۴۶۷°شرقی |        | ۳۵۷۷ |
| لاآب                    | ۳۲°۴۷′۰۵″شمالی ۵۲°۴۷′۱۹″شرقی / ۳۲٫۷۸۴۸°شمالی ۵۲٫۷۸۸۶°شرقی |        | ۳۵۷۸ |
| لاخنجرو                 | ۳۳°۲۸′۲۴″شمالی ۵۴°۳۱′۲۷″شرقی / ۳۳٫۴۷۳۳°شمالی ۵۴٫۵۲۴۲°شرقی |        | ۳۵۷۹ |
| لاک                     | ۳۳°۱۴′۴۱″شمالی ۵۳°۴۹′۰۶″شرقی / ۳۳٫۲۴۴۷°شمالی ۵۳٫۸۱۸۳°شرقی |        | ۳۵۸۰ |
| لاک                     | ۳۳°۱۵′۳۱″شمالی ۵۳°۵۱′۰۴″شرقی / ۳۳٫۲۵۸۶°شمالی ۵۳٫۸۵۱۰°شرقی |        | ۳۵۸۱ |
| لاک                     | ۳۳°۱۵′۱۶″شمالی ۵۳°۴۷′۰۶″شرقی / ۳۳٫۲۵۴۵°شمالی ۵۳٫۷۸۵۰°شرقی |        | ۳۵۸۲ |
| لاک                     | ۳۳°۱۶′۱۹″شمالی ۵۳°۴۵′۳۲″شرقی / ۳۳٫۲۷۲۰°شمالی ۵۳٫۷۵۸۸°شرقی |        | ۳۵۸۳ |
| لای علی                 | ۳۲°۴۶′۱۹″شمالی ۵۲°۴۷′۵۹″شرقی / ۳۲٫۷۷۲۰°شمالی ۵۲٫۷۹۹۶°شرقی |        | ۳۵۸۴ |
| لنگ                     | ۳۲°۴۰′۰۶″شمالی ۵۲°۵۵′۴۱″شرقی / ۳۲٫۶۶۸۳°شمالی ۵۲٫۹۲۸۱°شرقی |        | ۳۵۸۵ |
| لنگه ای                 | ۳۳°۰۴′۲۹″شمالی ۵۳°۰۲′۲۷″شرقی / ۳۳٫۰۷۴۶°شمالی ۵۳٫۰۴۰۸°شرقی |        | ۳۵۸۶ |
| لوحه                    | ۳۲°۴۰′۱۰″شمالی ۵۳°۰۸′۲۱″شرقی / ۳۲٫۶۶۹۴°شمالی ۵۳٫۱۳۹۲°شرقی |        | ۳۵۸۷ |
| ماده کوهی               | ۳۳°۰۲′۲۴″شمالی ۵۴°۰۰′۳۸″شرقی / ۳۳٫۰۴۰۱°شمالی ۵۴٫۰۱۰۵°شرقی |        | ۳۵۸۸ |
| ماشو                    | ۳۳°۰۰′۵۷″شمالی ۵۳°۰۶′۵۰″شرقی / ۳۳٫۰۱۵۹°شمالی ۵۳٫۱۱۳۹°شرقی |        | ۳۵۸۹ |
| مددمرتضی                | ۳۳°۲۷′۰۵″شمالی ۵۳°۵۰′۴۵″شرقی / ۳۳٫۴۵۱۵°شمالی ۵۳٫۸۴۵۹°شرقی |        | ۳۵۹۰ |
| مراچه                   | ۳۲°۴۹′۱۵″شمالی ۵۲°۴۹′۲۰″شرقی / ۳۲٫۸۲۰۹°شمالی ۵۲٫۸۲۲۳°شرقی |        | ۳۵۹۱ |
| مسکنی                   | ۳۳°۲۰′۵۷″شمالی ۵۳°۲۶′۴۲″شرقی / ۳۳٫۳۴۹۱°شمالی ۵۳٫۴۴۴۹°شرقی |        | ۳۵۹۲ |
| مسکنی                   | ۳۳°۲۰′۲۵″شمالی ۵۳°۲۷′۲۸″شرقی / ۳۳٫۳۴۰۳°شمالی ۵۳٫۴۵۷۸°شرقی |        | ۳۵۹۳ |
| مسکنی                   | ۳۳°۲۱′۲۲″شمالی ۵۳°۲۶′۰۱″شرقی / ۳۳٫۳۵۶۰°شمالی ۵۳٫۴۳۳۶°شرقی |        | ۳۵۹۴ |
| مسیل سفیدو              | ۳۳°۲۵′۴۰″شمالی ۵۳°۲۷′۵۰″شرقی / ۳۳٫۴۲۷۹°شمالی ۵۳٫۴۶۳۹°شرقی |        | ۳۵۹۵ |
| مسیل سیاکینه ای         | ۳۳°۵۳′۰۷″شمالی ۵۳°۰۶′۰۸″شرقی / ۳۳٫۸۸۵۲°شمالی ۵۳٫۱۰۲۲°شرقی |        | ۳۵۹۶ |
| مشما                    | ۳۳°۴۰′۴۶″شمالی ۵۳°۳۸′۱۲″شرقی / ۳۳٫۶۷۹۵°شمالی ۵۳٫۶۳۶۸°شرقی |        | ۳۵۹۷ |
| معدن شیخ                | ۳۳°۳۶′۰۷″شمالی ۵۴°۳۱′۰۰″شرقی / ۳۳٫۶۰۲۰°شمالی ۵۴٫۵۱۶۷°شرقی |        | ۳۵۹۸ |
| معدن منگنزترکمنی        | ۳۳°۱۲′۵۷″شمالی ۵۴°۰۴′۲۴″شرقی / ۳۳٫۲۱۵۸°شمالی ۵۴٫۰۷۳۲°شرقی |        | ۳۵۹۹ |
| معلی                    | ۳۳°۲۴′۳۰″شمالی ۵۳°۴۹′۴۲″شرقی / ۳۳٫۴۰۸۴°شمالی ۵۳٫۸۲۸۳°شرقی |        | ۳۶۰۰ |
| معلی                    | ۳۳°۲۴′۵۳″شمالی ۵۳°۴۷′۳۳″شرقی / ۳۳٫۴۱۴۷°شمالی ۵۳٫۷۹۲۶°شرقی |        | ۳۶۰۱ |
| معلی                    | ۳۳°۲۴′۲۵″شمالی ۵۳°۴۸′۲۶″شرقی / ۳۳٫۴۰۷۰°شمالی ۵۳٫۸۰۷۳°شرقی |        | ۳۶۰۲ |
| مغان                    | ۳۳°۲۴′۵۴″شمالی ۵۴°۱۴′۴۱″شرقی / ۳۳٫۴۱۵۱°شمالی ۵۴٫۲۴۴۶°شرقی |        | ۳۶۰۳ |
| مل کجه                  | ۳۲°۵۴′۳۰″شمالی ۵۳°۰۶′۰۰″شرقی / ۳۲٫۹۰۸۴°شمالی ۵۳٫۱۰۰۰°شرقی |        | ۳۶۰۴ |
| ملاهادی                 | ۳۳°۴۱′۱۶″شمالی ۵۳°۲۹′۴۲″شرقی / ۳۳٫۶۸۷۸°شمالی ۵۳٫۴۹۵۰°شرقی |        | ۳۶۰۵ |
| ملاهادی                 | ۳۳°۴۱′۳۸″شمالی ۵۳°۳۰′۲۴″شرقی / ۳۳٫۶۹۴۰°شمالی ۵۳٫۵۰۶۷°شرقی |        | ۳۶۰۶ |
| ملاهادی                 | ۳۳°۴۱′۰۵″شمالی ۵۳°۳۰′۳۶″شرقی / ۳۳٫۶۸۴۶°شمالی ۵۳٫۵۱۰۱°شرقی |        | ۳۶۰۷ |
| ملکی                    | ۳۲°۵۰′۲۷″شمالی ۵۲°۵۱′۰۰″شرقی / ۳۲٫۸۴۰۷°شمالی ۵۲٫۸۵۰۱°شرقی |        | ۳۶۰۸ |
| ممدآباد                 | ۳۳°۱۹′۱۱″شمالی ۵۴°۱۹′۴۳″شرقی / ۳۳٫۳۱۹۶°شمالی ۵۴٫۳۲۸۷°شرقی |        | ۳۶۰۹ |
| مندلی                   | ۳۳°۰۴′۰۱″شمالی ۵۳°۵۵′۳۰″شرقی / ۳۳٫۰۶۶۹°شمالی ۵۳٫۹۲۵۰°شرقی |        | ۳۶۱۰ |
| منگنزترکمنی             | ۳۳°۱۳′۳۹″شمالی ۵۴°۰۱′۳۹″شرقی / ۳۳٫۲۲۷۴°شمالی ۵۴٫۰۲۷۵°شرقی |        | ۳۶۱۱ |
| مهراجی                  | ۳۳°۱۱′۵۴″شمالی ۵۴°۱۰′۰۳″شرقی / ۳۳٫۱۹۸۴°شمالی ۵۴٫۱۶۷۴°شرقی |        | ۳۶۱۲ |
| مهراجی                  | ۳۳°۱۰′۱۸″شمالی ۵۴°۰۶′۵۷″شرقی / ۳۳٫۱۷۱۷°شمالی ۵۴٫۱۱۵۷°شرقی |        | ۳۶۱۳ |
| مهمید                   | ۳۳°۲۰′۱۶″شمالی ۵۳°۳۵′۴۰″شرقی / ۳۳٫۳۳۷۹°شمالی ۵۳٫۵۹۴۴°شرقی |        | ۳۶۱۴ |
| موبلی                   | ۳۳°۲۹′۲۳″شمالی ۵۴°۰۸′۰۷″شرقی / ۳۳٫۴۸۹۷°شمالی ۵۴٫۱۳۵۳°شرقی |        | ۳۶۱۵ |
| موبلی                   | ۳۳°۲۸′۵۱″شمالی ۵۴°۰۶′۵۰″شرقی / ۳۳٫۴۸۰۸°شمالی ۵۴٫۱۱۴۰°شرقی |        | ۳۶۱۶ |
| موبلی                   | ۳۳°۳۰′۰۷″شمالی ۵۴°۰۹′۲۷″شرقی / ۳۳٫۵۰۲۰°شمالی ۵۴٫۱۵۷۶°شرقی |        | ۳۶۱۷ |
| میرزا                   | ۳۳°۲۶′۰۲″شمالی ۵۴°۲۹′۲۳″شرقی / ۳۳٫۴۳۳۹°شمالی ۵۴٫۴۸۹۶°شرقی |        | ۳۶۱۸ |
| میرکوله                 | ۳۳°۲۶′۱۶″شمالی ۵۳°۳۲′۰۴″شرقی / ۳۳٫۴۳۷۹°شمالی ۵۳٫۵۳۴۵°شرقی |        | ۳۶۱۹ |
| میش شوری                | ۳۳°۴۱′۲۷″شمالی ۵۳°۲۶′۳۸″شرقی / ۳۳٫۶۹۰۷°شمالی ۵۳٫۴۴۴۰°شرقی |        | ۳۶۲۰ |
| میل                     | ۳۲°۵۶′۱۹″شمالی ۵۳°۰۳′۲۱″شرقی / ۳۲٫۹۳۸۶°شمالی ۵۳٫۰۵۵۹°شرقی |        | ۳۶۲۱ |
| میل                     | ۳۲°۵۰′۰۶″شمالی ۵۲°۳۷′۴۲″شرقی / ۳۲٫۸۳۵۰°شمالی ۵۲٫۶۲۸۳°شرقی |        | ۳۶۲۲ |
| میل باغو                | ۳۳°۱۵′۵۳″شمالی ۵۳°۴۵′۵۲″شرقی / ۳۳٫۲۶۴۷°شمالی ۵۳٫۷۶۴۴°شرقی |        | ۳۶۲۳ |
| میل بالا                | ۳۲°۵۹′۴۱″شمالی ۵۲°۵۹′۲۵″شرقی / ۳۲٫۹۹۴۸°شمالی ۵۲٫۹۹۰۲°شرقی |        | ۳۶۲۴ |
| میل تنگچه               | ۳۳°۰۵′۰۹″شمالی ۵۲°۵۲′۴۲″شرقی / ۳۳٫۰۸۵۹°شمالی ۵۲٫۸۷۸۳°شرقی |        | ۳۶۲۵ |
| میل تنگچه               | ۳۳°۰۴′۲۳″شمالی ۵۲°۵۲′۱۶″شرقی / ۳۳٫۰۷۳۱°شمالی ۵۲٫۸۷۱۱°شرقی |        | ۳۶۲۶ |
| میل چاه پهلو            | ۳۲°۵۸′۳۵″شمالی ۵۳°۰۱′۳۱″شرقی / ۳۲٫۹۷۶۳°شمالی ۵۳٫۰۲۵۴°شرقی |        | ۳۶۲۷ |
| میل خونه                | ۳۲°۴۵′۱۳″شمالی ۵۲°۵۰′۰۴″شرقی / ۳۲٫۷۵۳۵°شمالی ۵۲٫۸۳۴۴°شرقی |        | ۳۶۲۸ |
| میل دل دل               | ۳۳°۱۷′۰۵″شمالی ۵۳°۵۷′۴۱″شرقی / ۳۳٫۲۸۴۶°شمالی ۵۳٫۹۶۱۵°شرقی |        | ۳۶۲۹ |
| میل دل دل               | ۳۳°۱۶′۱۲″شمالی ۵۳°۵۶′۰۸″شرقی / ۳۳٫۲۶۹۹°شمالی ۵۳٫۹۳۵۵°شرقی |        | ۳۶۳۰ |
| میل دل دل               | ۳۳°۱۶′۱۲″شمالی ۵۳°۵۵′۰۷″شرقی / ۳۳٫۲۷۰۰°شمالی ۵۳٫۹۱۸۷°شرقی |        | ۳۶۳۱ |
| میل سفید                | ۳۳°۰۰′۵۶″شمالی ۵۳°۵۵′۱۳″شرقی / ۳۳٫۰۱۵۶°شمالی ۵۳٫۹۲۰۳°شرقی |        | ۳۶۳۲ |
| میل قندهاری             | ۳۳°۳۳′۱۰″شمالی ۵۳°۲۲′۴۵″شرقی / ۳۳٫۵۵۲۸°شمالی ۵۳٫۳۷۹۳°شرقی |        | ۳۶۳۳ |
| میل کاج هاوند           | ۳۳°۱۵′۳۱″شمالی ۵۳°۴۶′۱۳″شرقی / ۳۳٫۲۵۸۷°شمالی ۵۳٫۷۷۰۲°شرقی |        | ۳۶۳۴ |
| میله                    | ۳۳°۲۵′۵۶″شمالی ۵۳°۴۸′۰۵″شرقی / ۳۳٫۴۳۲۲°شمالی ۵۳٫۸۰۱۴°شرقی |        | ۳۶۳۵ |
| میله                    | ۳۳°۲۵′۲۷″شمالی ۵۳°۴۸′۲۴″شرقی / ۳۳٫۴۲۴۱°شمالی ۵۳٫۸۰۶۶°شرقی |        | ۳۶۳۶ |
| میله‌های سهلاب           | ۳۳°۵۱′۲۱″شمالی ۵۳°۰۵′۳۴″شرقی / ۳۳٫۸۵۵۸°شمالی ۵۳٫۰۹۲۸°شرقی |        | ۳۶۳۷ |
| نخلک                    | ۳۳°۳۳′۵۳″شمالی ۵۳°۴۷′۲۷″شرقی / ۳۳٫۵۶۴۸°شمالی ۵۳٫۷۹۰۹°شرقی |        | ۳۶۳۸ |
| نخلک                    | ۳۳°۳۳′۰۴″شمالی ۵۳°۴۸′۴۴″شرقی / ۳۳٫۵۵۱۱°شمالی ۵۳٫۸۱۲۲°شرقی |        | ۳۶۳۹ |
| نردبون                  | ۳۳°۱۰′۲۴″شمالی ۵۴°۱۲′۲۰″شرقی / ۳۳٫۱۷۳۲°شمالی ۵۴٫۲۰۵۶°شرقی |        | ۳۶۴۰ |
| نره کوهی                | ۳۳°۰۰′۰۲″شمالی ۵۴°۰۰′۵۰″شرقی / ۳۳٫۰۰۰۶°شمالی ۵۴٫۰۱۳۹°شرقی |        | ۳۶۴۱ |
| نمک                     | ۳۳°۱۷′۴۸″شمالی ۵۳°۵۹′۲۷″شرقی / ۳۳٫۲۹۶۸°شمالی ۵۳٫۹۹۰۷°شرقی |        | ۳۶۴۲ |
| نی زار                  | ۳۳°۲۴′۳۶″شمالی ۵۴°۳۶′۲۱″شرقی / ۳۳٫۴۰۹۹°شمالی ۵۴٫۶۰۵۸°شرقی |        | ۳۶۴۳ |
| نی وال                  | ۳۳°۲۳′۱۲″شمالی ۵۳°۲۸′۵۶″شرقی / ۳۳٫۳۸۶۷°شمالی ۵۳٫۴۸۲۲°شرقی |        | ۳۶۴۴ |
| نیزار                   | ۳۳°۲۸′۰۰″شمالی ۵۴°۲۸′۲۸″شرقی / ۳۳٫۴۶۶۸°شمالی ۵۴٫۴۷۴۵°شرقی |        | ۳۶۴۵ |
| هزاردره                 | ۳۳°۴۹′۵۳″شمالی ۵۴°۱۵′۳۳″شرقی / ۳۳٫۸۳۱۴°شمالی ۵۴٫۲۵۹۱°شرقی |        | ۳۶۴۶ |
| هفت خاکون               | ۳۳°۲۵′۱۸″شمالی ۵۴°۳۵′۲۱″شرقی / ۳۳٫۴۲۱۶°شمالی ۵۴٫۵۸۹۲°شرقی |        | ۳۶۴۷ |
| هنشینو                  | ۳۳°۲۱′۳۷″شمالی ۵۴°۳۷′۵۹″شرقی / ۳۳٫۳۶۰۳°شمالی ۵۴٫۶۳۳۰°شرقی |        | ۳۶۴۸ |
| هیزم چاه                | ۳۳°۰۲′۱۱″شمالی ۵۳°۵۴′۳۳″شرقی / ۳۳٫۰۳۶۴°شمالی ۵۳٫۹۰۹۲°شرقی |        | ۳۶۴۹ |
| ورسنجد                  | ۳۳°۰۱′۱۰″شمالی ۵۳°۰۵′۲۸″شرقی / ۳۳٫۰۱۹۵°شمالی ۵۳٫۰۹۱۱°شرقی |        | ۳۶۵۰ |
| ونستان                  | ۳۲°۴۹′۴۷″شمالی ۵۲°۴۹′۳۹″شرقی / ۳۲٫۸۲۹۶°شمالی ۵۲٫۸۲۷۴°شرقی |        | ۳۶۵۱ |
| ویشکویه                 | ۳۲°۵۴′۲۳″شمالی ۵۳°۰۵′۱۳″شرقی / ۳۲٫۹۰۶۳°شمالی ۵۳٫۰۸۷۰°شرقی |        | ۳۶۵۲ |
| آب خوش                  | ۳۳°۳۷′۲۸″شمالی ۵۵°۱۲′۴۳″شرقی / ۳۳٫۶۲۴۴°شمالی ۵۵٫۲۱۱۹°شرقی |        | ۳۶۵۳ |
| آبچانو                  | ۳۳°۲۶′۲۲″شمالی ۵۴°۴۳′۰۴″شرقی / ۳۳٫۴۳۹۴°شمالی ۵۴٫۷۱۷۹°شرقی |        | ۳۶۵۴ |
| آبگرم                   | ۳۳°۳۲′۲۸″شمالی ۵۴°۵۶′۲۱″شرقی / ۳۳٫۵۴۱۲°شمالی ۵۴٫۹۳۹۲°شرقی |        | ۳۶۵۵ |
| آخورک                   | ۳۳°۲۴′۰۳″شمالی ۵۴°۵۱′۱۹″شرقی / ۳۳٫۴۰۰۹°شمالی ۵۴٫۸۵۵۴°شرقی |        | ۳۶۵۶ |
| ارچینی                  | ۳۳°۵۱′۴۱″شمالی ۵۴°۴۰′۳۸″شرقی / ۳۳٫۸۶۱۵°شمالی ۵۴٫۶۷۷۳°شرقی |        | ۳۶۵۷ |
| اره اره ئی‌های چشمه      | ۳۴°۰۵′۲۳″شمالی ۵۴°۳۷′۴۴″شرقی / ۳۴٫۰۸۹۶°شمالی ۵۴٫۶۲۸۹°شرقی |        | ۳۶۵۸ |
| اره اره ئی‌های چشمه      | ۳۴°۰۶′۱۴″شمالی ۵۴°۳۶′۵۴″شرقی / ۳۴٫۱۰۴۰°شمالی ۵۴٫۶۱۵۰°شرقی |        | ۳۶۵۹ |
| اساهن                   | ۳۴°۰۳′۳۵″شمالی ۵۴°۳۶′۰۰″شرقی / ۳۴٫۰۵۹۶°شمالی ۵۴٫۵۹۹۹°شرقی |        | ۳۶۶۰ |
| آفتاب رو                | ۳۳°۵۸′۴۴″شمالی ۵۴°۴۱′۳۳″شرقی / ۳۳٫۹۷۸۹°شمالی ۵۴٫۶۹۲۴°شرقی |        | ۳۶۶۱ |
| آفرین                   | ۳۳°۳۰′۴۳″شمالی ۵۴°۴۸′۵۱″شرقی / ۳۳٫۵۱۲۰°شمالی ۵۴٫۸۱۴۱°شرقی |        | ۳۶۶۲ |
| آفرین                   | ۳۳°۲۹′۳۱″شمالی ۵۴°۵۳′۳۲″شرقی / ۳۳٫۴۹۲۰°شمالی ۵۴٫۸۹۲۲°شرقی |        | ۳۶۶۳ |
| آفرین                   | ۳۳°۲۸′۴۳″شمالی ۵۴°۵۰′۴۸″شرقی / ۳۳٫۴۷۸۷°شمالی ۵۴٫۸۴۶۶°شرقی |        | ۳۶۶۴ |
| آقابیک                  | ۳۳°۴۱′۴۷″شمالی ۵۴°۳۵′۴۴″شرقی / ۳۳٫۶۹۶۳°شمالی ۵۴٫۵۹۵۶°شرقی |        | ۳۶۶۵ |
| الوزیر                  | ۳۳°۵۱′۲۰″شمالی ۵۴°۲۹′۵۰″شرقی / ۳۳٫۸۵۵۵°شمالی ۵۴٫۴۹۷۱°شرقی |        | ۳۶۶۶ |
| الوزیر                  | ۳۳°۵۱′۵۷″شمالی ۵۴°۳۳′۰۳″شرقی / ۳۳٫۸۶۵۷°شمالی ۵۴٫۵۵۰۸°شرقی |        | ۳۶۶۷ |
| انجیر                   | ۳۳°۵۳′۰۷″شمالی ۵۴°۳۲′۴۲″شرقی / ۳۳٫۸۸۵۲°شمالی ۵۴٫۵۴۵۱°شرقی |        | ۳۶۶۸ |
| انجیری                  | ۳۳°۴۳′۲۴″شمالی ۵۴°۳۲′۰۷″شرقی / ۳۳٫۷۲۳۴°شمالی ۵۴٫۵۳۵۲°شرقی |        | ۳۶۶۹ |
| آهنگران                 | ۳۳°۴۸′۲۷″شمالی ۵۴°۳۷′۱۳″شرقی / ۳۳٫۸۰۷۵°شمالی ۵۴٫۶۲۰۲°شرقی |        | ۳۶۷۰ |
| آیرکان                  | ۳۴°۱۴′۳۲″شمالی ۵۵°۲۳′۱۱″شرقی / ۳۴٫۲۴۲۳°شمالی ۵۵٫۳۸۶۴°شرقی |        | ۳۶۷۱ |
| آیرکان                  | ۳۴°۱۵′۰۵″شمالی ۵۵°۲۲′۰۲″شرقی / ۳۴٫۲۵۱۳°شمالی ۵۵٫۳۶۷۱°شرقی |        | ۳۶۷۲ |
| بادامو                  | ۳۴°۰۸′۰۰″شمالی ۵۵°۰۴′۰۸″شرقی / ۳۴٫۱۳۳۲°شمالی ۵۵٫۰۶۹۰°شرقی |        | ۳۶۷۳ |
| بادومی                  | ۳۳°۳۰′۳۰″شمالی ۵۴°۴۵′۱۱″شرقی / ۳۳٫۵۰۸۳°شمالی ۵۴٫۷۵۳۰°شرقی |        | ۳۶۷۴ |
| بازیاب                  | ۳۳°۲۸′۳۴″شمالی ۵۴°۴۰′۳۷″شرقی / ۳۳٫۴۷۶۲°شمالی ۵۴٫۶۷۶۹°شرقی |        | ۳۶۷۵ |
| باغ میون                | ۳۳°۱۰′۱۸″شمالی ۵۵°۰۱′۳۷″شرقی / ۳۳٫۱۷۱۷°شمالی ۵۵٫۰۲۷۰°شرقی |        | ۳۶۷۶ |
| باغ یوز                 | ۳۳°۴۰′۲۴″شمالی ۵۴°۴۲′۲۲″شرقی / ۳۳٫۶۷۳۳°شمالی ۵۴٫۷۰۶۰°شرقی |        | ۳۶۷۷ |
| باغ یوز                 | ۳۳°۴۰′۵۳″شمالی ۵۴°۴۱′۲۸″شرقی / ۳۳٫۶۸۱۵°شمالی ۵۴٫۶۹۱۰°شرقی |        | ۳۶۷۸ |
| بته بنه ای              | ۳۳°۳۱′۴۰″شمالی ۵۴°۴۶′۲۶″شرقی / ۳۳٫۵۲۷۸°شمالی ۵۴٫۷۷۳۸°شرقی |        | ۳۶۷۹ |
| برخوردار                | ۳۳°۵۵′۴۱″شمالی ۵۴°۲۷′۵۴″شرقی / ۳۳٫۹۲۸۰°شمالی ۵۴٫۴۶۵۱°شرقی |        | ۳۶۸۰ |
| برخوردار                | ۳۳°۵۴′۰۷″شمالی ۵۴°۲۴′۳۵″شرقی / ۳۳٫۹۰۱۹°شمالی ۵۴٫۴۰۹۷°شرقی |        | ۳۶۸۱ |
| بن سده                  | ۳۳°۵۲′۴۸″شمالی ۵۴°۴۱′۴۷″شرقی / ۳۳٫۸۸۰۰°شمالی ۵۴٫۶۹۶۳°شرقی |        | ۳۶۸۲ |
| بنداوگرون               | ۳۴°۰۸′۱۳″شمالی ۵۵°۱۲′۰۸″شرقی / ۳۴٫۱۳۶۹°شمالی ۵۵٫۲۰۲۱°شرقی |        | ۳۶۸۳ |
| بندتیغه                 | ۳۴°۰۰′۰۴″شمالی ۵۴°۵۵′۵۲″شرقی / ۳۴٫۰۰۱۱°شمالی ۵۴٫۹۳۱۰°شرقی |        | ۳۶۸۴ |
| بندجنگاب                | ۳۳°۵۷′۳۰″شمالی ۵۴°۲۳′۱۹″شرقی / ۳۳٫۹۵۸۴°شمالی ۵۴٫۳۸۸۷°شرقی |        | ۳۶۸۵ |
| بندچیل                  | ۳۴°۰۷′۴۷″شمالی ۵۵°۱۲′۰۴″شرقی / ۳۴٫۱۲۹۶°شمالی ۵۵٫۲۰۱۱°شرقی |        | ۳۶۸۶ |
| بندحسن گلدی             | ۳۴°۰۲′۱۰″شمالی ۵۴°۵۸′۳۹″شرقی / ۳۴٫۰۳۶۱°شمالی ۵۴٫۹۷۷۵°شرقی |        | ۳۶۸۷ |
| بندخورشیدی              | ۳۳°۳۲′۴۹″شمالی ۵۴°۴۶′۴۰″شرقی / ۳۳٫۵۴۶۹°شمالی ۵۴٫۷۷۷۹°شرقی |        | ۳۶۸۸ |
| بنددیمه زار             | ۳۴°۰۶′۰۱″شمالی ۵۵°۰۸′۰۳″شرقی / ۳۴٫۱۰۰۳°شمالی ۵۵٫۱۳۴۳°شرقی |        | ۳۶۸۹ |
| بنددیمه زار             | ۳۴°۰۵′۳۸″شمالی ۵۵°۰۶′۳۰″شرقی / ۳۴٫۰۹۳۹°شمالی ۵۵٫۱۰۸۴°شرقی |        | ۳۶۹۰ |
| بندرجه                  | ۳۳°۵۲′۱۷″شمالی ۵۴°۴۸′۵۰″شرقی / ۳۳٫۸۷۱۵°شمالی ۵۴٫۸۱۳۹°شرقی |        | ۳۶۹۱ |
| بندرفضل                 | ۳۳°۲۳′۲۵″شمالی ۵۴°۴۹′۵۹″شرقی / ۳۳٫۳۹۰۲°شمالی ۵۴٫۸۳۳۱°شرقی |        | ۳۶۹۲ |
| بندسرگدار               | ۳۴°۰۴′۱۸″شمالی ۵۵°۰۳′۵۸″شرقی / ۳۴٫۰۷۱۷°شمالی ۵۵٫۰۶۶۰°شرقی |        | ۳۶۹۳ |
| بندسفید                 | ۳۴°۰۴′۵۱″شمالی ۵۵°۰۲′۲۵″شرقی / ۳۴٫۰۸۰۷°شمالی ۵۵٫۰۴۰۲°شرقی |        | ۳۶۹۴ |
| بندسفیدو                | ۳۳°۵۶′۳۷″شمالی ۵۴°۴۷′۱۹″شرقی / ۳۳٫۹۴۳۵°شمالی ۵۴٫۷۸۸۷°شرقی |        | ۳۶۹۵ |
| بندکلاته                | ۳۴°۰۳′۳۴″شمالی ۵۵°۰۲′۳۵″شرقی / ۳۴٫۰۵۹۵°شمالی ۵۵٫۰۴۳۰°شرقی |        | ۳۶۹۶ |
| بندگوری                 | ۳۳°۵۴′۲۸″شمالی ۵۴°۳۸′۴۲″شرقی / ۳۳٫۹۰۷۹°شمالی ۵۴٫۶۴۵۱°شرقی |        | ۳۶۹۷ |
| بندگوری                 | ۳۳°۵۳′۵۲″شمالی ۵۴°۴۰′۳۹″شرقی / ۳۳٫۸۹۷۷°شمالی ۵۴٫۶۷۷۴°شرقی |        | ۳۶۹۸ |
| بندلهندستون             | ۳۳°۲۵′۳۰″شمالی ۵۴°۴۲′۲۱″شرقی / ۳۳٫۴۲۴۹°شمالی ۵۴٫۷۰۵۷°شرقی |        | ۳۶۹۹ |
| بندمرچون                | ۳۳°۵۳′۴۳″شمالی ۵۴°۱۷′۱۹″شرقی / ۳۳٫۸۹۵۲°شمالی ۵۴٫۲۸۸۷°شرقی |        | ۳۷۰۰ |
| بندمیون                 | ۳۳°۵۹′۴۷″شمالی ۵۴°۵۴′۳۸″شرقی / ۳۳٫۹۹۶۳°شمالی ۵۴٫۹۱۰۵°شرقی |        | ۳۷۰۱ |
| بنسده                   | ۳۴°۰۰′۰۴″شمالی ۵۴°۵۳′۱۵″شرقی / ۳۴٫۰۰۱۱°شمالی ۵۴٫۸۸۷۵°شرقی |        | ۳۷۰۲ |
| بنگه                    | ۳۳°۱۷′۲۴″شمالی ۵۴°۵۷′۲۲″شرقی / ۳۳٫۲۸۹۹°شمالی ۵۴٫۹۵۶۰°شرقی |        | ۳۷۰۳ |
| بهین                    | ۳۳°۲۳′۱۱″شمالی ۵۴°۵۰′۴۷″شرقی / ۳۳٫۳۸۶۵°شمالی ۵۴٫۸۴۶۵°شرقی |        | ۳۷۰۴ |
| بوسون                   | ۳۳°۲۷′۲۴″شمالی ۵۴°۴۵′۰۹″شرقی / ۳۳٫۴۵۶۶°شمالی ۵۴٫۷۵۲۴°شرقی |        | ۳۷۰۵ |
| بیاضه                   | ۳۳°۱۸′۴۹″شمالی ۵۴°۵۸′۵۴″شرقی / ۳۳٫۳۱۳۵°شمالی ۵۴٫۹۸۱۸°شرقی |        | ۳۷۰۶ |
| پاریز                   | ۳۳°۲۰′۳۷″شمالی ۵۴°۵۷′۰۹″شرقی / ۳۳٫۳۴۳۵°شمالی ۵۴٫۹۵۲۵°شرقی |        | ۳۷۰۷ |
| پشته                    | ۳۳°۴۴′۵۰″شمالی ۵۴°۳۸′۱۹″شرقی / ۳۳٫۷۴۷۳°شمالی ۵۴٫۶۳۸۷°شرقی |        | ۳۷۰۸ |
| پشته بلند               | ۳۳°۴۸′۵۱″شمالی ۵۵°۰۷′۵۱″شرقی / ۳۳٫۸۱۴۳°شمالی ۵۵٫۱۳۰۸°شرقی |        | ۳۷۰۹ |
| پشته زرد                | ۳۳°۴۶′۲۰″شمالی ۵۴°۵۲′۵۷″شرقی / ۳۳٫۷۷۲۱°شمالی ۵۴٫۸۸۲۶°شرقی |        | ۳۷۱۰ |
| پلنگ                    | ۳۴°۰۶′۵۵″شمالی ۵۵°۰۶′۳۱″شرقی / ۳۴٫۱۱۵۴°شمالی ۵۵٫۱۰۸۶°شرقی |        | ۳۷۱۱ |
| په نو                   | ۳۳°۲۸′۴۲″شمالی ۵۴°۳۹′۳۱″شرقی / ۳۳٫۴۷۸۴°شمالی ۵۴٫۶۵۸۶°شرقی |        | ۳۷۱۲ |
| پوزه بربند              | ۳۳°۳۵′۳۷″شمالی ۵۴°۳۳′۳۱″شرقی / ۳۳٫۵۹۳۷°شمالی ۵۴٫۵۵۸۵°شرقی |        | ۳۷۱۳ |
| پیری                    | ۳۴°۰۶′۲۷″شمالی ۵۵°۰۸′۳۲″شرقی / ۳۴٫۱۰۷۶°شمالی ۵۵٫۱۴۲۱°شرقی |        | ۳۷۱۴ |
| پیسارسرخ                | ۳۳°۲۶′۲۲″شمالی ۵۴°۵۱′۵۲″شرقی / ۳۳٫۴۳۹۵°شمالی ۵۴٫۸۶۴۵°شرقی |        | ۳۷۱۵ |
| پیسارسیاه               | ۳۳°۲۶′۲۳″شمالی ۵۴°۵۲′۴۸″شرقی / ۳۳٫۴۳۹۷°شمالی ۵۴٫۸۷۹۹°شرقی |        | ۳۷۱۶ |
| پیسکوه                  | ۳۴°۰۲′۳۷″شمالی ۵۴°۱۸′۳۲″شرقی / ۳۴٫۰۴۳۷°شمالی ۵۴٫۳۰۹۰°شرقی |        | ۳۷۱۷ |
| پیشه کزو                | ۳۳°۵۷′۰۹″شمالی ۵۴°۳۶′۰۹″شرقی / ۳۳٫۹۵۲۶°شمالی ۵۴٫۶۰۲۶°شرقی |        | ۳۷۱۸ |
| تخت گاه چاه داغی        | ۳۴°۰۰′۵۵″شمالی ۵۴°۵۴′۰۶″شرقی / ۳۴٫۰۱۵۲°شمالی ۵۴٫۹۰۱۶°شرقی |        | ۳۷۱۹ |
| تخت گاه قطاروها         | ۳۴°۰۰′۲۳″شمالی ۵۴°۵۳′۵۹″شرقی / ۳۴٫۰۰۶۴°شمالی ۵۴٫۸۹۹۷°شرقی |        | ۳۷۲۰ |
| تختک                    | ۳۳°۴۷′۰۳″شمالی ۵۴°۲۱′۵۵″شرقی / ۳۳٫۷۸۴۳°شمالی ۵۴٫۳۶۵۲°شرقی |        | ۳۷۲۱ |
| تختوها                  | ۳۳°۴۳′۰۴″شمالی ۵۴°۲۹′۲۲″شرقی / ۳۳٫۷۱۷۸°شمالی ۵۴٫۴۸۹۴°شرقی |        | ۳۷۲۲ |
| تختوها                  | ۳۳°۴۳′۱۲″شمالی ۵۴°۲۸′۴۸″شرقی / ۳۳٫۷۱۹۹°شمالی ۵۴٫۴۸۰۰°شرقی |        | ۳۷۲۳ |
| تختوها                  | ۳۳°۴۲′۲۷″شمالی ۵۴°۳۰′۰۵″شرقی / ۳۳٫۷۰۷۵°شمالی ۵۴٫۵۰۱۵°شرقی |        | ۳۷۲۴ |
| تل باغ                  | ۳۳°۲۶′۲۴″شمالی ۵۴°۵۵′۰۷″شرقی / ۳۳٫۴۳۹۹°شمالی ۵۴٫۹۱۸۵°شرقی |        | ۳۷۲۵ |
| تل جوگندمی              | ۳۳°۳۱′۴۴″شمالی ۵۴°۵۹′۱۶″شرقی / ۳۳٫۵۲۸۹°شمالی ۵۴٫۹۸۷۷°شرقی |        | ۳۷۲۶ |
| تل جوگندمی              | ۳۳°۳۱′۵۸″شمالی ۵۴°۵۹′۵۹″شرقی / ۳۳٫۵۳۲۷°شمالی ۵۴٫۹۹۹۸°شرقی |        | ۳۷۲۷ |
| تل حوض احمد             | ۳۳°۳۴′۰۲″شمالی ۵۴°۴۸′۴۰″شرقی / ۳۳٫۵۶۷۱°شمالی ۵۴٫۸۱۱۰°شرقی |        | ۳۷۲۸ |
| تل سبز                  | ۳۳°۳۱′۱۳″شمالی ۵۴°۴۷′۲۷″شرقی / ۳۳٫۵۲۰۲°شمالی ۵۴٫۷۹۰۸°شرقی |        | ۳۷۲۹ |
| تل سیاه                 | ۳۳°۵۵′۵۵″شمالی ۵۴°۵۷′۳۶″شرقی / ۳۳٫۹۳۲۰°شمالی ۵۴٫۹۵۹۹°شرقی |        | ۳۷۳۰ |
| تل هونو                 | ۳۳°۳۳′۰۸″شمالی ۵۵°۰۱′۱۸″شرقی / ۳۳٫۵۵۲۲°شمالی ۵۵٫۰۲۱۷°شرقی |        | ۳۷۳۱ |
| تنگل بالا               | ۳۳°۱۷′۴۱″شمالی ۵۴°۵۲′۳۵″شرقی / ۳۳٫۲۹۴۷°شمالی ۵۴٫۸۷۶۴°شرقی |        | ۳۷۳۲ |
| تنگل بالا               | ۳۳°۱۷′۵۴″شمالی ۵۴°۵۱′۰۶″شرقی / ۳۳٫۲۹۸۳°شمالی ۵۴٫۸۵۱۶°شرقی |        | ۳۷۳۳ |
| تنگل پایین              | ۳۳°۱۶′۱۵″شمالی ۵۴°۵۱′۲۲″شرقی / ۳۳٫۲۷۰۹°شمالی ۵۴٫۸۵۶۰°شرقی |        | ۳۷۳۴ |
| تیغه باریک              | ۳۳°۴۱′۳۸″شمالی ۵۴°۳۱′۵۰″شرقی / ۳۳٫۶۹۳۹°شمالی ۵۴٫۵۳۰۵°شرقی |        | ۳۷۳۵ |
| تیغه کروز               | ۳۳°۵۹′۲۷″شمالی ۵۴°۵۶′۱۴″شرقی / ۳۳٫۹۹۰۷°شمالی ۵۴٫۹۳۷۱°شرقی |        | ۳۷۳۶ |
| جسته گران               | ۳۳°۵۹′۳۳″شمالی ۵۵°۰۷′۳۳″شرقی / ۳۳٫۹۹۲۶°شمالی ۵۵٫۱۲۵۸°شرقی |        | ۳۷۳۷ |
| جسته گران               | ۳۳°۵۹′۲۳″شمالی ۵۵°۰۷′۰۳″شرقی / ۳۳٫۹۸۹۶°شمالی ۵۵٫۱۱۷۵°شرقی |        | ۳۷۳۸ |
| جسته گرون               | ۳۴°۰۰′۵۶″شمالی ۵۵°۰۸′۳۷″شرقی / ۳۴٫۰۱۵۵°شمالی ۵۵٫۱۴۳۵°شرقی |        | ۳۷۳۹ |
| جن                      | ۳۴°۰۹′۰۸″شمالی ۵۵°۱۲′۳۹″شرقی / ۳۴٫۱۵۲۱°شمالی ۵۵٫۲۱۰۹°شرقی |        | ۳۷۴۰ |
| چاقیون                  | ۳۳°۵۹′۴۵″شمالی ۵۴°۳۹′۵۳″شرقی / ۳۳٫۹۹۵۸°شمالی ۵۴٫۶۶۴۷°شرقی |        | ۳۷۴۱ |
| چاه بلندو               | ۳۳°۵۳′۴۹″شمالی ۵۴°۵۲′۴۲″شرقی / ۳۳٫۸۹۶۹°شمالی ۵۴٫۸۷۸۳°شرقی |        | ۳۷۴۲ |
| چاه بلندو               | ۳۳°۵۴′۴۱″شمالی ۵۴°۵۲′۰۶″شرقی / ۳۳٫۹۱۱۳°شمالی ۵۴٫۸۶۸۳°شرقی |        | ۳۷۴۳ |
| چاه خابور               | ۳۳°۴۹′۱۸″شمالی ۵۴°۴۸′۴۵″شرقی / ۳۳٫۸۲۱۶°شمالی ۵۴٫۸۱۲۶°شرقی |        | ۳۷۴۴ |
| چاه زرد                 | ۳۴°۰۲′۲۳″شمالی ۵۴°۳۴′۴۰″شرقی / ۳۴٫۰۳۹۶°شمالی ۵۴٫۵۷۷۸°شرقی |        | ۳۷۴۵ |
| چاه شورو                | ۳۳°۲۲′۰۳″شمالی ۵۴°۵۱′۳۶″شرقی / ۳۳٫۳۶۷۴°شمالی ۵۴٫۸۶۰۰°شرقی |        | ۳۷۴۶ |
| چشت آب                  | ۳۳°۳۷′۰۶″شمالی ۵۵°۱۷′۴۷″شرقی / ۳۳٫۶۱۸۲°شمالی ۵۵٫۲۹۶۵°شرقی |        | ۳۷۴۷ |
| چغ چاله                 | ۳۴°۰۷′۵۵″شمالی ۵۵°۰۵′۳۷″شرقی / ۳۴٫۱۳۲۰°شمالی ۵۵٫۰۹۳۶°شرقی |        | ۳۷۴۸ |
| چغاز                    | ۳۳°۵۷′۵۰″شمالی ۵۵°۰۴′۲۰″شرقی / ۳۳٫۹۶۴۰°شمالی ۵۵٫۰۷۲۱°شرقی |        | ۳۷۴۹ |
| چونه زاغ                | ۳۳°۳۳′۰۷″شمالی ۵۴°۵۲′۳۴″شرقی / ۳۳٫۵۵۲۰°شمالی ۵۴٫۸۷۶۰°شرقی |        | ۳۷۵۰ |
| چونه زاغ                | ۳۳°۳۳′۱۶″شمالی ۵۴°۵۰′۴۳″شرقی / ۳۳٫۵۵۴۴°شمالی ۵۴٫۸۴۵۳°شرقی |        | ۳۷۵۱ |
| چونه زاغ                | ۳۳°۳۳′۰۰″شمالی ۵۴°۴۹′۱۴″شرقی / ۳۳٫۵۵۰۰°شمالی ۵۴٫۸۲۰۵°شرقی |        | ۳۷۵۲ |
| چیل دم پختو             | ۳۴°۰۱′۱۸″شمالی ۵۴°۵۴′۳۷″شرقی / ۳۴٫۰۲۱۶°شمالی ۵۴٫۹۱۰۲°شرقی |        | ۳۷۵۳ |
| حوض سه                  | ۳۳°۴۹′۵۱″شمالی ۵۴°۲۳′۴۴″شرقی / ۳۳٫۸۳۰۸°شمالی ۵۴٫۳۹۵۵°شرقی |        | ۳۷۵۴ |
| حوض گور                 | ۳۳°۳۲′۰۸″شمالی ۵۴°۳۸′۰۰″شرقی / ۳۳٫۵۳۵۶°شمالی ۵۴٫۶۳۳۲°شرقی |        | ۳۷۵۵ |
| حوض میرزا               | ۳۳°۳۶′۱۲″شمالی ۵۵°۱۹′۱۳″شرقی / ۳۳٫۶۰۳۴°شمالی ۵۵٫۳۲۰۳°شرقی |        | ۳۷۵۶ |
| خاکی                    | ۳۴°۰۷′۵۶″شمالی ۵۵°۰۶′۲۱″شرقی / ۳۴٫۱۳۲۲°شمالی ۵۵٫۱۰۵۸°شرقی |        | ۳۷۵۷ |
| خرشاش                   | ۳۳°۴۱′۵۰″شمالی ۵۴°۳۸′۳۷″شرقی / ۳۳٫۶۹۷۱°شمالی ۵۴٫۶۴۳۷°شرقی |        | ۳۷۵۸ |
| خرماهک                  | ۳۴°۰۸′۴۸″شمالی ۵۵°۱۰′۱۵″شرقی / ۳۴٫۱۴۶۶°شمالی ۵۵٫۱۷۰۹°شرقی |        | ۳۷۵۹ |
| خرمائو                  | ۳۳°۵۷′۳۶″شمالی ۵۴°۵۱′۴۸″شرقی / ۳۳٫۹۵۹۹°شمالی ۵۴٫۸۶۳۴°شرقی |        | ۳۷۶۰ |
| خرمائو                  | ۳۳°۵۷′۰۸″شمالی ۵۴°۵۰′۵۱″شرقی / ۳۳٫۹۵۲۳°شمالی ۵۴٫۸۴۷۴°شرقی |        | ۳۷۶۱ |
| خندقو                   | ۳۳°۱۴′۲۸″شمالی ۵۴°۵۹′۳۷″شرقی / ۳۳٫۲۴۱۱°شمالی ۵۴٫۹۹۳۵°شرقی |        | ۳۷۶۲ |
| خندقو                   | ۳۳°۱۳′۰۱″شمالی ۵۵°۰۰′۲۶″شرقی / ۳۳٫۲۱۶۹°شمالی ۵۵٫۰۰۷۲°شرقی |        | ۳۷۶۳ |
| خواجه                   | ۳۳°۵۴′۰۹″شمالی ۵۴°۲۰′۲۱″شرقی / ۳۳٫۹۰۲۵°شمالی ۵۴٫۳۳۹۲°شرقی |        | ۳۷۶۴ |
| دادکین                  | ۳۳°۲۱′۲۲″شمالی ۵۴°۵۶′۰۵″شرقی / ۳۳٫۳۵۶۰°شمالی ۵۴٫۹۳۴۷°شرقی |        | ۳۷۶۵ |
| داله مند                | ۳۳°۲۱′۳۰″شمالی ۵۴°۴۶′۰۹″شرقی / ۳۳٫۳۵۸۴°شمالی ۵۴٫۷۶۹۱°شرقی |        | ۳۷۶۶ |
| داله مند                | ۳۳°۲۱′۴۴″شمالی ۵۴°۴۳′۵۱″شرقی / ۳۳٫۳۶۲۱°شمالی ۵۴٫۷۳۰۹°شرقی |        | ۳۷۶۷ |
| دبرسو                   | ۳۳°۳۰′۰۹″شمالی ۵۴°۴۵′۵۳″شرقی / ۳۳٫۵۰۲۵°شمالی ۵۴٫۷۶۴۸°شرقی |        | ۳۷۶۸ |
| دبرسو                   | ۳۳°۲۹′۳۳″شمالی ۵۴°۴۵′۰۵″شرقی / ۳۳٫۴۹۲۶°شمالی ۵۴٫۷۵۱۵°شرقی |        | ۳۷۶۹ |
| درانجیر                 | ۳۳°۳۹′۳۶″شمالی ۵۵°۰۹′۵۰″شرقی / ۳۳٫۶۵۹۹°شمالی ۵۵٫۱۶۳۹°شرقی |        | ۳۷۷۰ |
| درانجیر                 | ۳۳°۳۸′۴۱″شمالی ۵۵°۰۸′۰۰″شرقی / ۳۳٫۶۴۴۶°شمالی ۵۵٫۱۳۳۲°شرقی |        | ۳۷۷۱ |
| دربرسو                  | ۳۳°۲۹′۳۳″شمالی ۵۴°۴۳′۵۹″شرقی / ۳۳٫۴۹۲۶°شمالی ۵۴٫۷۳۳۱°شرقی |        | ۳۷۷۲ |
| درگله                   | ۳۳°۵۲′۱۶″شمالی ۵۴°۵۳′۴۲″شرقی / ۳۳٫۸۷۱۱°شمالی ۵۴٫۸۹۵۰°شرقی |        | ۳۷۷۳ |
| دزی                     | ۳۳°۴۱′۳۸″شمالی ۵۵°۰۰′۵۰″شرقی / ۳۳٫۶۹۳۸°شمالی ۵۵٫۰۱۳۸°شرقی |        | ۳۷۷۴ |
| دق حوض احمد             | ۳۳°۳۷′۴۰″شمالی ۵۴°۴۵′۳۵″شرقی / ۳۳٫۶۲۷۹°شمالی ۵۴٫۷۵۹۷°شرقی |        | ۳۷۷۵ |
| دل آب                   | ۳۳°۵۲′۳۴″شمالی ۵۵°۱۱′۲۴″شرقی / ۳۳٫۸۷۶۲°شمالی ۵۵٫۱۸۹۹°شرقی |        | ۳۷۷۶ |
| دل آب                   | ۳۳°۵۳′۲۳″شمالی ۵۵°۱۰′۴۴″شرقی / ۳۳٫۸۸۹۷°شمالی ۵۵٫۱۷۹۰°شرقی |        | ۳۷۷۷ |
| دلاور                   | ۳۳°۵۲′۰۰″شمالی ۵۴°۱۸′۲۹″شرقی / ۳۳٫۸۶۶۶°شمالی ۵۴٫۳۰۸۰°شرقی |        | ۳۷۷۸ |
| دم دار                  | ۳۴°۰۹′۴۳″شمالی ۵۵°۲۸′۳۹″شرقی / ۳۴٫۱۶۲۰°شمالی ۵۵٫۴۷۷۴°شرقی |        | ۳۷۷۹ |
| دم دار                  | ۳۴°۱۰′۴۹″شمالی ۵۵°۲۴′۳۷″شرقی / ۳۴٫۱۸۰۳°شمالی ۵۵٫۴۱۰۳°شرقی |        | ۳۷۸۰ |
| دم کلاغ                 | ۳۳°۱۵′۳۶″شمالی ۵۴°۵۲′۵۲″شرقی / ۳۳٫۲۵۹۹°شمالی ۵۴٫۸۸۱۲°شرقی |        | ۳۷۸۱ |
| دماغه خرما              | ۳۴°۰۳′۱۰″شمالی ۵۴°۵۵′۰۷″شرقی / ۳۴٫۰۵۲۷°شمالی ۵۴٫۹۱۸۵°شرقی |        | ۳۷۸۲ |
| دهن باغ یوز             | ۳۳°۳۶′۴۳″شمالی ۵۴°۴۳′۰۸″شرقی / ۳۳٫۶۱۱۹°شمالی ۵۴٫۷۱۸۹°شرقی |        | ۳۷۸۳ |
| دهنه سفید               | ۳۳°۳۵′۵۲″شمالی ۵۴°۵۱′۳۶″شرقی / ۳۳٫۵۹۷۸°شمالی ۵۴٫۸۶۰۱°شرقی |        | ۳۷۸۴ |
| دهنه لاندو              | ۳۳°۴۰′۵۰″شمالی ۵۴°۴۷′۳۵″شرقی / ۳۳٫۶۸۰۵°شمالی ۵۴٫۷۹۳۰°شرقی |        | ۳۷۸۵ |
| دوانبارو                | ۳۳°۳۰′۳۹″شمالی ۵۵°۰۰′۰۴″شرقی / ۳۳٫۵۱۰۸°شمالی ۵۵٫۰۰۱۱°شرقی |        | ۳۷۸۶ |
| دوشاخ                   | ۳۳°۲۷′۵۷″شمالی ۵۴°۴۳′۴۶″شرقی / ۳۳٫۴۶۵۹°شمالی ۵۴٫۷۲۹۴°شرقی |        | ۳۷۸۷ |
| رشوک                    | ۳۳°۵۶′۰۷″شمالی ۵۴°۳۷′۵۷″شرقی / ۳۳٫۹۳۵۳°شمالی ۵۴٫۶۳۲۶°شرقی |        | ۳۷۸۸ |
| رشوک                    | ۳۳°۵۶′۲۰″شمالی ۵۴°۳۰′۲۸″شرقی / ۳۳٫۹۳۸۸°شمالی ۵۴٫۵۰۷۹°شرقی |        | ۳۷۸۹ |
| رودخانه سفید            | ۳۳°۵۱′۱۵″شمالی ۵۴°۲۴′۱۱″شرقی / ۳۳٫۸۵۴۳°شمالی ۵۴٫۴۰۳۰°شرقی |        | ۳۷۹۰ |
| ریگو                    | ۳۳°۵۴′۱۸″شمالی ۵۴°۲۹′۲۷″شرقی / ۳۳٫۹۰۵۱°شمالی ۵۴٫۴۹۰۸°شرقی |        | ۳۷۹۱ |
| ریگو                    | ۳۳°۵۵′۱۱″شمالی ۵۴°۳۲′۲۹″شرقی / ۳۳٫۹۱۹۶°شمالی ۵۴٫۵۴۱۵°شرقی |        | ۳۷۹۲ |
| ریگو                    | ۳۳°۵۴′۲۳″شمالی ۵۴°۳۰′۲۴″شرقی / ۳۳٫۹۰۶۵°شمالی ۵۴٫۵۰۶۸°شرقی |        | ۳۷۹۳ |
| ریگی                    | ۳۳°۴۶′۲۹″شمالی ۵۴°۳۶′۳۱″شرقی / ۳۳٫۷۷۴۶°شمالی ۵۴٫۶۰۸۵°شرقی |        | ۳۷۹۴ |
| زیرچاقوشی               | ۳۳°۳۳′۴۷″شمالی ۵۴°۴۳′۲۷″شرقی / ۳۳٫۵۶۳۰°شمالی ۵۴٫۷۲۴۲°شرقی |        | ۳۷۹۵ |
| سختون چاه داغی          | ۳۴°۰۰′۲۷″شمالی ۵۴°۵۴′۴۸″شرقی / ۳۴٫۰۰۷۴°شمالی ۵۴٫۹۱۳۳°شرقی |        | ۳۷۹۶ |
| سختون سفید              | ۳۴°۰۲′۵۴″شمالی ۵۴°۵۷′۵۱″شرقی / ۳۴٫۰۴۸۳°شمالی ۵۴٫۹۶۴۱°شرقی |        | ۳۷۹۷ |
| سرتخت                   | ۳۳°۳۷′۴۵″شمالی ۵۵°۱۲′۳۰″شرقی / ۳۳٫۶۲۹۱°شمالی ۵۵٫۲۰۸۳°شرقی |        | ۳۷۹۸ |
| سرتخت                   | ۳۳°۳۷′۳۶″شمالی ۵۵°۱۱′۵۷″شرقی / ۳۳٫۶۲۶۷°شمالی ۵۵٫۱۹۹۳°شرقی |        | ۳۷۹۹ |
| سرتخت میرحیدر           | ۳۴°۰۷′۵۳″شمالی ۵۵°۱۳′۱۱″شرقی / ۳۴٫۱۳۱۵°شمالی ۵۵٫۲۱۹۶°شرقی |        | ۳۸۰۰ |
| سرچیل حیدرعلی           | ۳۳°۵۹′۴۴″شمالی ۵۴°۵۳′۰۳″شرقی / ۳۳٫۹۹۵۵°شمالی ۵۴٫۸۸۴۱°شرقی |        | ۳۸۰۱ |
| سرخ                     | ۳۳°۳۲′۲۹″شمالی ۵۴°۴۵′۰۹″شرقی / ۳۳٫۵۴۱۴°شمالی ۵۴٫۷۵۲۶°شرقی |        | ۳۸۰۲ |
| سفید                    | ۳۳°۴۳′۵۴″شمالی ۵۴°۵۴′۰۵″شرقی / ۳۳٫۷۳۱۸°شمالی ۵۴٫۹۰۱۳°شرقی |        | ۳۸۰۳ |
| سفید                    | ۳۳°۵۰′۳۱″شمالی ۵۴°۵۱′۳۵″شرقی / ۳۳٫۸۴۱۹°شمالی ۵۴٫۸۵۹۷°شرقی |        | ۳۸۰۴ |
| سفید                    | ۳۳°۲۵′۳۶″شمالی ۵۴°۴۵′۴۳″شرقی / ۳۳٫۴۲۶۷°شمالی ۵۴٫۷۶۱۹°شرقی |        | ۳۸۰۵ |
| سفید                    | ۳۴°۱۰′۴۷″شمالی ۵۵°۲۲′۵۳″شرقی / ۳۴٫۱۷۹۶°شمالی ۵۵٫۳۸۱۴°شرقی |        | ۳۸۰۶ |
| سفید                    | ۳۴°۰۹′۵۶″شمالی ۵۵°۱۶′۰۷″شرقی / ۳۴٫۱۶۵۶°شمالی ۵۵٫۲۶۸۵°شرقی |        | ۳۸۰۷ |
| سفیدو                   | ۳۳°۵۴′۴۸″شمالی ۵۴°۴۴′۱۴″شرقی / ۳۳٫۹۱۳۳°شمالی ۵۴٫۷۳۷۱°شرقی |        | ۳۸۰۸ |
| سلمگون                  | ۳۳°۵۰′۴۸″شمالی ۵۵°۰۱′۲۹″شرقی / ۳۳٫۸۴۶۸°شمالی ۵۵٫۰۲۴۸°شرقی |        | ۳۸۰۹ |
| سلیمان                  | ۳۳°۲۳′۴۲″شمالی ۵۴°۵۳′۳۷″شرقی / ۳۳٫۳۹۵۰°شمالی ۵۴٫۸۹۳۵°شرقی |        | ۳۸۱۰ |
| سمع                     | ۳۳°۲۶′۲۹″شمالی ۵۴°۵۰′۳۹″شرقی / ۳۳٫۴۴۱۴°شمالی ۵۴٫۸۴۴۲°شرقی |        | ۳۸۱۱ |
| سنجد                    | ۳۳°۲۶′۳۱″شمالی ۵۴°۴۷′۴۵″شرقی / ۳۳٫۴۴۱۹°شمالی ۵۴٫۷۹۵۸°شرقی |        | ۳۸۱۲ |
| سنگاب دول               | ۳۳°۵۷′۰۳″شمالی ۵۴°۵۳′۴۲″شرقی / ۳۳٫۹۵۰۹°شمالی ۵۴٫۸۹۵۰°شرقی |        | ۳۸۱۳ |
| سنگاب سرخ               | ۳۳°۵۱′۴۷″شمالی ۵۴°۱۶′۰۵″شرقی / ۳۳٫۸۶۳۱°شمالی ۵۴٫۲۶۸۱°شرقی |        | ۳۸۱۴ |
| سنگاب مار               | ۳۳°۳۸′۵۲″شمالی ۵۵°۱۲′۵۱″شرقی / ۳۳٫۶۴۷۹°شمالی ۵۵٫۲۱۴۱°شرقی |        | ۳۸۱۵ |
| سه بوته بنه             | ۳۳°۴۱′۰۹″شمالی ۵۴°۵۹′۲۸″شرقی / ۳۳٫۶۸۵۷°شمالی ۵۴٫۹۹۱۲°شرقی |        | ۳۸۱۶ |
| سورک                    | ۳۳°۵۷′۰۱″شمالی ۵۴°۴۹′۲۸″شرقی / ۳۳٫۹۵۰۴°شمالی ۵۴٫۸۲۴۵°شرقی |        | ۳۸۱۷ |
| سورک                    | ۳۳°۲۶′۴۰″شمالی ۵۴°۳۹′۰۴″شرقی / ۳۳٫۴۴۴۴°شمالی ۵۴٫۶۵۱۰°شرقی |        | ۳۸۱۸ |
| سورک                    | ۳۳°۲۸′۰۵″شمالی ۵۴°۳۶′۵۴″شرقی / ۳۳٫۴۶۸۰°شمالی ۵۴٫۶۱۵۱°شرقی |        | ۳۸۱۹ |
| سونو                    | ۳۳°۵۴′۱۸″شمالی ۵۵°۰۲′۰۷″شرقی / ۳۳٫۹۰۵۱°شمالی ۵۵٫۰۳۵۲°شرقی |        | ۳۸۲۰ |
| سیاه                    | ۳۳°۲۱′۰۵″شمالی ۵۴°۴۸′۳۷″شرقی / ۳۳٫۳۵۱۴°شمالی ۵۴٫۸۱۰۲°شرقی |        | ۳۸۲۱ |
| سیاه تاق                | ۳۳°۵۶′۲۵″شمالی ۵۵°۰۵′۵۳″شرقی / ۳۳٫۹۴۰۳°شمالی ۵۵٫۰۹۸۰°شرقی |        | ۳۸۲۲ |
| سیاهو                   | ۳۳°۲۸′۱۹″شمالی ۵۴°۵۲′۴۲″شرقی / ۳۳٫۴۷۲۰°شمالی ۵۴٫۸۷۸۴°شرقی |        | ۳۸۲۳ |
| صالحو                   | ۳۳°۲۵′۳۳″شمالی ۵۴°۳۹′۲۶″شرقی / ۳۳٫۴۲۵۷°شمالی ۵۴٫۶۵۷۲°شرقی |        | ۳۸۲۴ |
| عباس‌آباد                | ۳۳°۵۳′۱۹″شمالی ۵۵°۰۵′۲۴″شرقی / ۳۳٫۸۸۸۷°شمالی ۵۵٫۰۹۰۱°شرقی |        | ۳۸۲۵ |
| عزیزآباد                | ۳۳°۵۰′۲۶″شمالی ۵۵°۰۳′۰۲″شرقی / ۳۳٫۸۴۰۵°شمالی ۵۵٫۰۵۰۶°شرقی |        | ۳۸۲۶ |
| غربوکندو                | ۳۳°۴۳′۱۵″شمالی ۵۴°۵۰′۴۸″شرقی / ۳۳٫۷۲۰۹°شمالی ۵۴٫۸۴۶۸°شرقی |        | ۳۸۲۷ |
| غول                     | ۳۳°۰۶′۴۲″شمالی ۵۴°۴۶′۴۳″شرقی / ۳۳٫۱۱۱۶°شمالی ۵۴٫۷۷۸۵°شرقی |        | ۳۸۲۸ |
| قبضه گاه                | ۳۳°۳۱′۰۴″شمالی ۵۵°۰۱′۰۱″شرقی / ۳۳٫۵۱۷۷°شمالی ۵۵٫۰۱۷۰°شرقی |        | ۳۸۲۹ |
| قبله                    | ۳۳°۴۳′۰۸″شمالی ۵۴°۵۳′۴۱″شرقی / ۳۳٫۷۱۸۹°شمالی ۵۴٫۸۹۴۸°شرقی |        | ۳۸۳۰ |
| قلات                    | ۳۳°۲۱′۱۹″شمالی ۵۴°۵۵′۱۳″شرقی / ۳۳٫۳۵۵۳°شمالی ۵۴٫۹۲۰۲°شرقی |        | ۳۸۳۱ |
| قلعه سرخ                | ۳۴°۱۱′۰۰″شمالی ۵۵°۲۶′۴۳″شرقی / ۳۴٫۱۸۳۳°شمالی ۵۵٫۴۴۵۴°شرقی |        | ۳۸۳۲ |
| قله آدورکنان            | ۳۳°۵۷′۴۵″شمالی ۵۴°۲۵′۴۶″شرقی / ۳۳٫۹۶۲۵°شمالی ۵۴٫۴۲۹۵°شرقی |        | ۳۸۳۳ |
| قله چاه گوشی            | ۳۳°۳۱′۵۲″شمالی ۵۴°۴۳′۵۵″شرقی / ۳۳٫۵۳۱۲°شمالی ۵۴٫۷۳۲۰°شرقی |        | ۳۸۳۴ |
| قله چشت آب              | ۳۳°۳۷′۴۰″شمالی ۵۵°۱۶′۴۹″شرقی / ۳۳٫۶۲۷۷°شمالی ۵۵٫۲۸۰۴°شرقی |        | ۳۸۳۵ |
| قله حوض گور             | ۳۳°۲۸′۴۲″شمالی ۵۴°۴۱′۳۳″شرقی / ۳۳٫۴۷۸۳°شمالی ۵۴٫۶۹۲۴°شرقی |        | ۳۸۳۶ |
| قله سرخ                 | ۳۳°۳۷′۰۸″شمالی ۵۴°۴۹′۱۷″شرقی / ۳۳٫۶۱۸۸°شمالی ۵۴٫۸۲۱۵°شرقی |        | ۳۸۳۷ |
| قله صندوق               | ۳۴°۰۶′۳۹″شمالی ۵۵°۰۹′۱۸″شرقی / ۳۴٫۱۱۰۸°شمالی ۵۵٫۱۵۵۰°شرقی |        | ۳۸۳۸ |
| قله غار                 | ۳۳°۵۷′۵۲″شمالی ۵۴°۲۳′۲۳″شرقی / ۳۳٫۹۶۴۴°شمالی ۵۴٫۳۸۹۸°شرقی |        | ۳۸۳۹ |
| قورمناجات               | ۳۳°۵۲′۱۷″شمالی ۵۴°۲۷′۴۱″شرقی / ۳۳٫۸۷۱۵°شمالی ۵۴٫۴۶۱۴°شرقی |        | ۳۸۴۰ |
| قورمناجات               | ۳۳°۵۱′۵۰″شمالی ۵۴°۲۶′۴۲″شرقی / ۳۳٫۸۶۳۹°شمالی ۵۴٫۴۴۴۹°شرقی |        | ۳۸۴۱ |
| کاشور                   | ۳۳°۴۵′۵۰″شمالی ۵۵°۰۱′۱۸″شرقی / ۳۳٫۷۶۳۸°شمالی ۵۵٫۰۲۱۸°شرقی |        | ۳۸۴۲ |
| کال سرخ                 | ۳۳°۳۶′۲۷″شمالی ۵۴°۵۰′۳۵″شرقی / ۳۳٫۶۰۷۴°شمالی ۵۴٫۸۴۳۰°شرقی |        | ۳۸۴۳ |
| کال گچی                 | ۳۴°۰۵′۴۳″شمالی ۵۴°۲۲′۵۰″شرقی / ۳۴٫۰۹۵۲°شمالی ۵۴٫۳۸۰۵°شرقی |        | ۳۸۴۴ |
| کال گچی                 | ۳۴°۰۵′۴۲″شمالی ۵۴°۲۱′۵۱″شرقی / ۳۴٫۰۹۵۱°شمالی ۵۴٫۳۶۴۳°شرقی |        | ۳۸۴۵ |
| کامسستون                | ۳۳°۴۰′۱۶″شمالی ۵۵°۰۲′۰۹″شرقی / ۳۳٫۶۷۱۱°شمالی ۵۵٫۰۳۵۷°شرقی |        | ۳۸۴۶ |
| کبود                    | ۳۳°۳۵′۰۴″شمالی ۵۴°۵۲′۵۴″شرقی / ۳۳٫۵۸۴۵°شمالی ۵۴٫۸۸۱۸°شرقی |        | ۳۸۴۷ |
| کتل‌های جندق             | ۳۴°۰۹′۰۵″شمالی ۵۴°۲۶′۵۰″شرقی / ۳۴٫۱۵۱۵°شمالی ۵۴٫۴۴۷۳°شرقی |        | ۳۸۴۸ |
| کرموکوه                 | ۳۳°۲۶′۵۱″شمالی ۵۴°۴۹′۲۴″شرقی / ۳۳٫۴۴۷۶°شمالی ۵۴٫۸۲۳۲°شرقی |        | ۳۸۴۹ |
| کلات دوشاخ              | ۳۳°۱۶′۰۰″شمالی ۵۵°۰۵′۰۱″شرقی / ۳۳٫۲۶۶۸°شمالی ۵۵٫۰۸۳۶°شرقی |        | ۳۸۵۰ |
| کلوت برین سرخ           | ۳۳°۳۷′۳۸″شمالی ۵۵°۰۵′۴۸″شرقی / ۳۳٫۶۲۷۱°شمالی ۵۵٫۰۹۶۷°شرقی |        | ۳۸۵۱ |
| کلوت برین سرخ           | ۳۳°۳۷′۰۳″شمالی ۵۵°۰۶′۲۶″شرقی / ۳۳٫۶۱۷۵°شمالی ۵۵٫۱۰۷۱°شرقی |        | ۳۸۵۲ |
| کلوت پیسکوه             | ۳۴°۰۰′۴۹″شمالی ۵۴°۱۷′۲۰″شرقی / ۳۴٫۰۱۳۵°شمالی ۵۴٫۲۸۸۹°شرقی |        | ۳۸۵۳ |
| کلوت چغازرشو            | ۳۳°۳۸′۴۸″شمالی ۵۵°۰۵′۱۳″شرقی / ۳۳٫۶۴۶۸°شمالی ۵۵٫۰۸۷۰°شرقی |        | ۳۸۵۴ |
| کلوت حوض انبار          | ۳۳°۴۰′۱۹″شمالی ۵۵°۰۴′۱۲″شرقی / ۳۳٫۶۷۱۹°شمالی ۵۵٫۰۶۹۹°شرقی |        | ۳۸۵۵ |
| کلوت حوض میرزا          | ۳۳°۳۶′۲۱″شمالی ۵۵°۲۵′۳۰″شرقی / ۳۳٫۶۰۵۷°شمالی ۵۵٫۴۲۵۱°شرقی |        | ۳۸۵۶ |
| کلوت خندق               | ۳۴°۰۳′۵۱″شمالی ۵۴°۲۲′۴۵″شرقی / ۳۴٫۰۶۴۳°شمالی ۵۴٫۳۷۹۳°شرقی |        | ۳۸۵۷ |
| کلوت خندق               | ۳۴°۰۳′۴۶″شمالی ۵۴°۲۲′۰۸″شرقی / ۳۴٫۰۶۲۷°شمالی ۵۴٫۳۶۸۹°شرقی |        | ۳۸۵۸ |
| کلوت دم کلاغ            | ۳۳°۱۳′۳۵″شمالی ۵۴°۵۴′۰۸″شرقی / ۳۳٫۲۲۶۵°شمالی ۵۴٫۹۰۲۲°شرقی |        | ۳۸۵۹ |
| کلوت دمبو               | ۳۳°۳۹′۴۲″شمالی ۵۵°۰۲′۰۵″شرقی / ۳۳٫۶۶۱۸°شمالی ۵۵٫۰۳۴۸°شرقی |        | ۳۸۶۰ |
| کلوت دمبو               | ۳۳°۳۸′۲۸″شمالی ۵۵°۰۱′۰۲″شرقی / ۳۳٫۶۴۱۲°شمالی ۵۵٫۰۱۷۲°شرقی |        | ۳۸۶۱ |
| کلوت رونه               | ۳۳°۵۹′۴۷″شمالی ۵۴°۱۵′۲۰″شرقی / ۳۳٫۹۹۶۵°شمالی ۵۴٫۲۵۵۶°شرقی |        | ۳۸۶۲ |
| کلوت سرخون              | ۳۳°۵۵′۲۰″شمالی ۵۴°۵۲′۳۶″شرقی / ۳۳٫۹۲۲۲°شمالی ۵۴٫۸۷۶۶°شرقی |        | ۳۸۶۳ |
| کلوت شخو                | ۳۳°۴۲′۳۸″شمالی ۵۵°۰۴′۴۶″شرقی / ۳۳٫۷۱۰۵°شمالی ۵۵٫۰۷۹۵°شرقی |        | ۳۸۶۴ |
| کلوت شکسته              | ۳۳°۴۵′۰۲″شمالی ۵۵°۰۳′۳۹″شرقی / ۳۳٫۷۵۰۵°شمالی ۵۵٫۰۶۰۸°شرقی |        | ۳۸۶۵ |
| کلوت قبله               | ۳۳°۱۵′۲۲″شمالی ۵۵°۰۳′۰۳″شرقی / ۳۳٫۲۵۶۰°شمالی ۵۵٫۰۵۰۸°شرقی |        | ۳۸۶۶ |
| کلوت گودالها            | ۳۴°۰۳′۱۹″شمالی ۵۴°۱۸′۴۹″شرقی / ۳۴٫۰۵۵۴°شمالی ۵۴٫۳۱۳۵°شرقی |        | ۳۸۶۷ |
| کم خشک                  | ۳۴°۰۴′۱۲″شمالی ۵۵°۰۹′۴۲″شرقی / ۳۴٫۰۷۰۰°شمالی ۵۵٫۱۶۱۶°شرقی |        | ۳۸۶۸ |
| کم سفید                 | ۳۳°۳۷′۵۹″شمالی ۵۴°۳۸′۱۹″شرقی / ۳۳٫۶۳۳۱°شمالی ۵۴٫۶۳۸۷°شرقی |        | ۳۸۶۹ |
| کم سفید                 | ۳۳°۳۸′۵۳″شمالی ۵۴°۳۶′۴۱″شرقی / ۳۳٫۶۴۸۱°شمالی ۵۴٫۶۱۱۵°شرقی |        | ۳۸۷۰ |
| کمازارو                 | ۳۳°۳۳′۳۰″شمالی ۵۴°۵۵′۱۱″شرقی / ۳۳٫۵۵۸۴°شمالی ۵۴٫۹۱۹۷°شرقی |        | ۳۸۷۱ |
| کمربلند                 | ۳۳°۲۷′۵۹″شمالی ۵۴°۵۱′۲۷″شرقی / ۳۳٫۴۶۶۴°شمالی ۵۴٫۸۵۷۶°شرقی |        | ۳۸۷۲ |
| کوچه سیاه               | ۳۴°۰۰′۱۹″شمالی ۵۴°۵۲′۵۳″شرقی / ۳۴٫۰۰۵۳°شمالی ۵۴٫۸۸۱۴°شرقی |        | ۳۸۷۳ |
| کون چراغ                | ۳۳°۴۴′۴۷″شمالی ۵۴°۵۲′۱۵″شرقی / ۳۳٫۷۴۶۳°شمالی ۵۴٫۸۷۰۸°شرقی |        | ۳۸۷۴ |
| کون چراغ                | ۳۳°۴۵′۱۳″شمالی ۵۴°۵۱′۵۸″شرقی / ۳۳٫۷۵۳۷°شمالی ۵۴٫۸۶۶۲°شرقی |        | ۳۸۷۵ |
| کوه دوانبارو            | ۳۳°۳۰′۲۹″شمالی ۵۴°۵۹′۱۸″شرقی / ۳۳٫۵۰۸۰°شمالی ۵۴٫۹۸۸۳°شرقی |        | ۳۸۷۶ |
| کوهو                    | ۳۳°۳۱′۴۹″شمالی ۵۵°۰۱′۳۵″شرقی / ۳۳٫۵۳۰۴°شمالی ۵۵٫۰۲۶۴°شرقی |        | ۳۸۷۷ |
| گداراجل                 | ۳۳°۵۷′۲۹″شمالی ۵۴°۵۹′۳۵″شرقی / ۳۳٫۹۵۸۰°شمالی ۵۴٫۹۹۳۰°شرقی |        | ۳۸۷۸ |
| گدارازبک                | ۳۳°۴۲′۱۳″شمالی ۵۴°۵۱′۲۰″شرقی / ۳۳٫۷۰۳۷°شمالی ۵۴٫۸۵۵۶°شرقی |        | ۳۸۷۹ |
| گدارحمبونی              | ۳۳°۴۳′۲۴″شمالی ۵۴°۵۵′۰۰″شرقی / ۳۳٫۷۲۳۴°شمالی ۵۴٫۹۱۶۸°شرقی |        | ۳۸۸۰ |
| گدارداسون               | ۳۳°۵۱′۳۰″شمالی ۵۴°۵۰′۱۹″شرقی / ۳۳٫۸۵۸۲°شمالی ۵۴٫۸۳۸۵°شرقی |        | ۳۸۸۱ |
| گدارریگی                | ۳۳°۴۱′۱۶″شمالی ۵۴°۴۹′۱۱″شرقی / ۳۳٫۶۸۷۸°شمالی ۵۴٫۸۱۹۷°شرقی |        | ۳۸۸۲ |
| گدارسیاه                | ۳۳°۵۶′۱۹″شمالی ۵۴°۱۳′۳۷″شرقی / ۳۳٫۹۳۸۶°شمالی ۵۴٫۲۲۷۰°شرقی |        | ۳۸۸۳ |
| گدارسیاه                | ۳۳°۵۷′۱۹″شمالی ۵۴°۱۶′۱۹″شرقی / ۳۳٫۹۵۵۴°شمالی ۵۴٫۲۷۱۹°شرقی |        | ۳۸۸۴ |
| گربه ای                 | ۳۳°۱۰′۵۶″شمالی ۵۴°۵۳′۴۵″شرقی / ۳۳٫۱۸۲۲°شمالی ۵۴٫۸۹۵۸°شرقی |        | ۳۸۸۵ |
| گرزاغ                   | ۳۴°۰۳′۰۲″شمالی ۵۴°۵۹′۳۵″شرقی / ۳۴٫۰۵۰۶°شمالی ۵۴٫۹۹۳۱°شرقی |        | ۳۸۸۶ |
| گرزاغ                   | ۳۴°۰۳′۳۲″شمالی ۵۵°۰۰′۴۰″شرقی / ۳۴٫۰۵۸۸°شمالی ۵۵٫۰۱۱۱°شرقی |        | ۳۸۸۷ |
| گرگین                   | ۳۳°۲۴′۰۶″شمالی ۵۴°۴۲′۱۷″شرقی / ۳۳٫۴۰۱۸°شمالی ۵۴٫۷۰۴۷°شرقی |        | ۳۸۸۸ |
| گرو                     | ۳۳°۲۷′۰۶″شمالی ۵۴°۴۶′۲۶″شرقی / ۳۳٫۴۵۱۶°شمالی ۵۴٫۷۷۳۸°شرقی |        | ۳۸۸۹ |
| گری                     | ۳۳°۳۱′۲۸″شمالی ۵۵°۰۰′۳۳″شرقی / ۳۳٫۵۲۴۵°شمالی ۵۵٫۰۰۹۱°شرقی |        | ۳۸۹۰ |
| گریوسفو                 | ۳۴°۰۱′۲۳″شمالی ۵۴°۵۵′۲۱″شرقی / ۳۴٫۰۲۳۱°شمالی ۵۴٫۹۲۲۶°شرقی |        | ۳۸۹۱ |
| گزون پشت                | ۳۳°۵۶′۲۶″شمالی ۵۴°۵۶′۳۳″شرقی / ۳۳٫۹۴۰۵°شمالی ۵۴٫۹۴۲۶°شرقی |        | ۳۸۹۲ |
| گمبه این                | ۳۳°۵۵′۰۳″شمالی ۵۴°۴۵′۵۱″شرقی / ۳۳٫۹۱۷۴°شمالی ۵۴٫۷۶۴۱°شرقی |        | ۳۸۹۳ |
| گندیجه                  | ۳۳°۵۵′۳۳″شمالی ۵۴°۵۴′۵۱″شرقی / ۳۳٫۹۲۵۹°شمالی ۵۴٫۹۱۴۲°شرقی |        | ۳۸۹۴ |
| گهمو                    | ۳۳°۲۸′۵۱″شمالی ۵۴°۴۳′۴۵″شرقی / ۳۳٫۴۸۰۷°شمالی ۵۴٫۷۲۹۲°شرقی |        | ۳۸۹۵ |
| گوپایه                  | ۳۳°۵۸′۵۶″شمالی ۵۴°۴۱′۰۰″شرقی / ۳۳٫۹۸۲۳°شمالی ۵۴٫۶۸۳۲°شرقی |        | ۳۸۹۶ |
| گودجگاد                 | ۳۳°۴۰′۴۲″شمالی ۵۴°۴۶′۱۳″شرقی / ۳۳٫۶۷۸۲°شمالی ۵۴٫۷۷۰۳°شرقی |        | ۳۸۹۷ |
| گودگاه                  | ۳۳°۴۲′۰۰″شمالی ۵۴°۴۶′۰۳″شرقی / ۳۳٫۷۰۰۱°شمالی ۵۴٫۷۶۷۶°شرقی |        | ۳۸۹۸ |
| گودگاه                  | ۳۳°۴۱′۰۶″شمالی ۵۴°۴۴′۱۴″شرقی / ۳۳٫۶۸۴۹°شمالی ۵۴٫۷۳۷۱°شرقی |        | ۳۸۹۹ |
| گوری                    | ۳۳°۵۰′۴۳″شمالی ۵۴°۳۵′۲۰″شرقی / ۳۳٫۸۴۵۲°شمالی ۵۴٫۵۸۸۸°شرقی |        | ۳۹۰۰ |
| گوری                    | ۳۳°۵۲′۰۴″شمالی ۵۴°۳۶′۴۵″شرقی / ۳۳٫۸۶۷۸°شمالی ۵۴٫۶۱۲۴°شرقی |        | ۳۹۰۱ |
| لاله کشون               | ۳۳°۵۷′۱۸″شمالی ۵۴°۲۷′۰۲″شرقی / ۳۳٫۹۵۵۱°شمالی ۵۴٫۴۵۰۶°شرقی |        | ۳۹۰۲ |
| لرزون                   | ۳۳°۵۲′۵۴″شمالی ۵۴°۳۵′۰۳″شرقی / ۳۳٫۸۸۱۷°شمالی ۵۴٫۵۸۴۳°شرقی |        | ۳۹۰۳ |
| لکه عاشقان              | ۳۳°۲۲′۳۸″شمالی ۵۴°۴۷′۲۰″شرقی / ۳۳٫۳۷۷۱°شمالی ۵۴٫۷۸۸۹°شرقی |        | ۳۹۰۴ |
| لکه نیو                 | ۳۳°۲۲′۵۷″شمالی ۵۴°۴۸′۳۰″شرقی / ۳۳٫۳۸۲۴°شمالی ۵۴٫۸۰۸۲°شرقی |        | ۳۹۰۵ |
| لنگه                    | ۳۳°۱۰′۱۵″شمالی ۵۴°۴۸′۳۷″شرقی / ۳۳٫۱۷۰۷°شمالی ۵۴٫۸۱۰۲°شرقی |        | ۳۹۰۶ |
| متنگ                    | ۳۳°۳۸′۱۴″شمالی ۵۵°۰۸′۱۸″شرقی / ۳۳٫۶۳۷۱°شمالی ۵۵٫۱۳۸۳°شرقی |        | ۳۹۰۷ |
| معدن                    | ۳۳°۰۸′۱۶″شمالی ۵۴°۴۶′۴۷″شرقی / ۳۳٫۱۳۷۷°شمالی ۵۴٫۷۷۹۸°شرقی |        | ۳۹۰۸ |
| موره گن                 | ۳۳°۴۲′۱۵″شمالی ۵۴°۳۵′۰۴″شرقی / ۳۳٫۷۰۴۱°شمالی ۵۴٫۵۸۴۴°شرقی |        | ۳۹۰۹ |
| میانه                   | ۳۴°۰۵′۳۹″شمالی ۵۵°۰۴′۰۷″شرقی / ۳۴٫۰۹۴۲°شمالی ۵۵٫۰۶۸۷°شرقی |        | ۳۹۱۰ |
| میرشمسی                 | ۳۳°۳۶′۵۵″شمالی ۵۴°۴۷′۵۶″شرقی / ۳۳٫۶۱۵۴°شمالی ۵۴٫۷۹۸۹°شرقی |        | ۳۹۱۱ |
| ندکوه                   | ۳۳°۳۲′۰۷″شمالی ۵۵°۰۱′۱۳″شرقی / ۳۳٫۵۳۵۳°شمالی ۵۵٫۰۲۰۴°شرقی |        | ۳۹۱۲ |
| نی زار                  | ۳۳°۳۶′۵۸″شمالی ۵۵°۱۰′۳۱″شرقی / ۳۳٫۶۱۶۱°شمالی ۵۵٫۱۷۵۳°شرقی |        | ۳۹۱۳ |
| نیزه‌های ساواتو          | ۳۴°۰۳′۱۲″شمالی ۵۴°۵۶′۵۱″شرقی / ۳۴٫۰۵۳۲°شمالی ۵۴٫۹۴۷۶°شرقی |        | ۳۹۱۴ |
| نیشابور                 | ۳۳°۳۳′۳۳″شمالی ۵۵°۰۳′۲۷″شرقی / ۳۳٫۵۵۹۱°شمالی ۵۵٫۰۵۷۵°شرقی |        | ۳۹۱۵ |
| نیمسوزی                 | ۳۳°۵۳′۳۴″شمالی ۵۴°۱۶′۲۵″شرقی / ۳۳٫۸۹۲۸°شمالی ۵۴٫۲۷۳۷°شرقی |        | ۳۹۱۶ |
| هفت چنگ                 | ۳۳°۴۳′۱۴″شمالی ۵۴°۵۸′۱۳″شرقی / ۳۳٫۷۲۰۵°شمالی ۵۴٫۹۷۰۳°شرقی |        | ۳۹۱۷ |
| هلاکوه                  | ۳۳°۳۲′۱۱″شمالی ۵۵°۰۲′۲۴″شرقی / ۳۳٫۵۳۶۴°شمالی ۵۵٫۰۴۰۰°شرقی |        | ۳۹۱۸ |
| هومی                    | ۳۳°۳۱′۴۶″شمالی ۵۴°۴۷′۴۶″شرقی / ۳۳٫۵۲۹۴°شمالی ۵۴٫۷۹۶۰°شرقی |        | ۳۹۱۹ |
| هونو                    | ۳۳°۴۴′۲۷″شمالی ۵۵°۰۰′۳۲″شرقی / ۳۳٫۷۴۰۸°شمالی ۵۵٫۰۰۸۹°شرقی |        | ۳۹۲۰ |